# Szolnok történelme

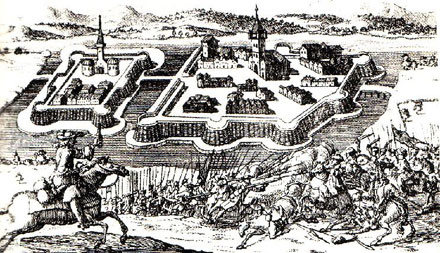
Csatajelenet a szolnoki vár alatt

Szolnok város és közvetlen környezetének írott történelme mintegy 1000 évre tekint vissza. Az emberi megtelepedés azonban már jóval korábban megtörtént, legkésőbb a paleolitikum végén már biztosan éltek emberek az akkor már valahol Szolnok közelében kanyargó Tisza mellékén. A paleolitikum, mezolitikum, újkőkorszak, majd a rézkor, a bronzkor és vaskor emberei jól követhető egymásutániságban lakták a termékeny vidéket több ezer éven át. A népvándorlás korában a népek gyors egymásutániságban jöttek-és mentek. A honfoglalás korában már nemzetségfői szállás lehetett, ahogy azt a Strázsahalom gyönyörű tarsolylemeze is jelzi számunkra. Az Árpád-házi királyok korában elsősorban a sószállítás központjaként és fontos átkelőhelyként volt ismert. Keveset tudunk az akkor még inkább falusiasnak mondható település életéről. A tatárjárás során lakossága megsemmisült. Luxemburgi Zsigmond korában már feltörekvő mezőváros volt. Mohács után felismerték katonai jelentőségét, azonban hiába építették újjá várát, mert az új szolnoki vár egy kardcsapás nélkül a török kezére jutott.
A török időszak magas adói ellenére viszonylagos békét jelentett a városnak. A törökök kiűzését követően nem telt el évszázad, hogy a város nem szenvedett volna súlyos katonai és természeti csapást. Vasútja az országon a második volt, ami közvetlen összeköttetést jelentett a fővárossal. 1849-ben a tavaszi hadjárat első, sikeres csatáját Szolnokon vívták a magyarok. A kiegyezést követően kezdett el fejlődni igazán a város:ipara, kulturális élete, oktatása még a hasonló lakosságú városok közül is kiemelte. A trianoni békeszerződés elvágta nyersanyagforrásaitól, majd a kommün idején hosszú harcok dúltak felette a román haderővel szemben. A két világháború között alig állt lábára a város, a második világháború alatt lakossága alig pár ezer főre apadt, súlyos károkat szenvedett. Az 1956-os forradalom eseményeibe Szolnok is bekapcsolódott, a szandaszőlősi katonai reptér és a helyzete (ti: a főváros kapuja) jelentőségét emelte. A forradalmat leverő szovjet csapatok maradtak, nagy számú orosz és magyar katona állomásozott 1989-ig Szolnokon. A szocializmus alatt számos közintézményt, gyárat, lakótelepet építettek, 1975-ben létrehozták az akkori Közép-Európa egyik legnagyobb vasúti csomópontját. A rendszerváltást követően az ipar és a mezőgazdaság nehéz korszakot élt meg. Szolnok manapság egyre szépülő, tisztának mondható, családias hangulatú város, ami nem kis teljesítmény, ha meggondoljuk, mennyi hányattatásban volt része lakosainak az elmúlt évszázadokban, évszázadban.

## A késő paleolitikumtól a neolitikumig

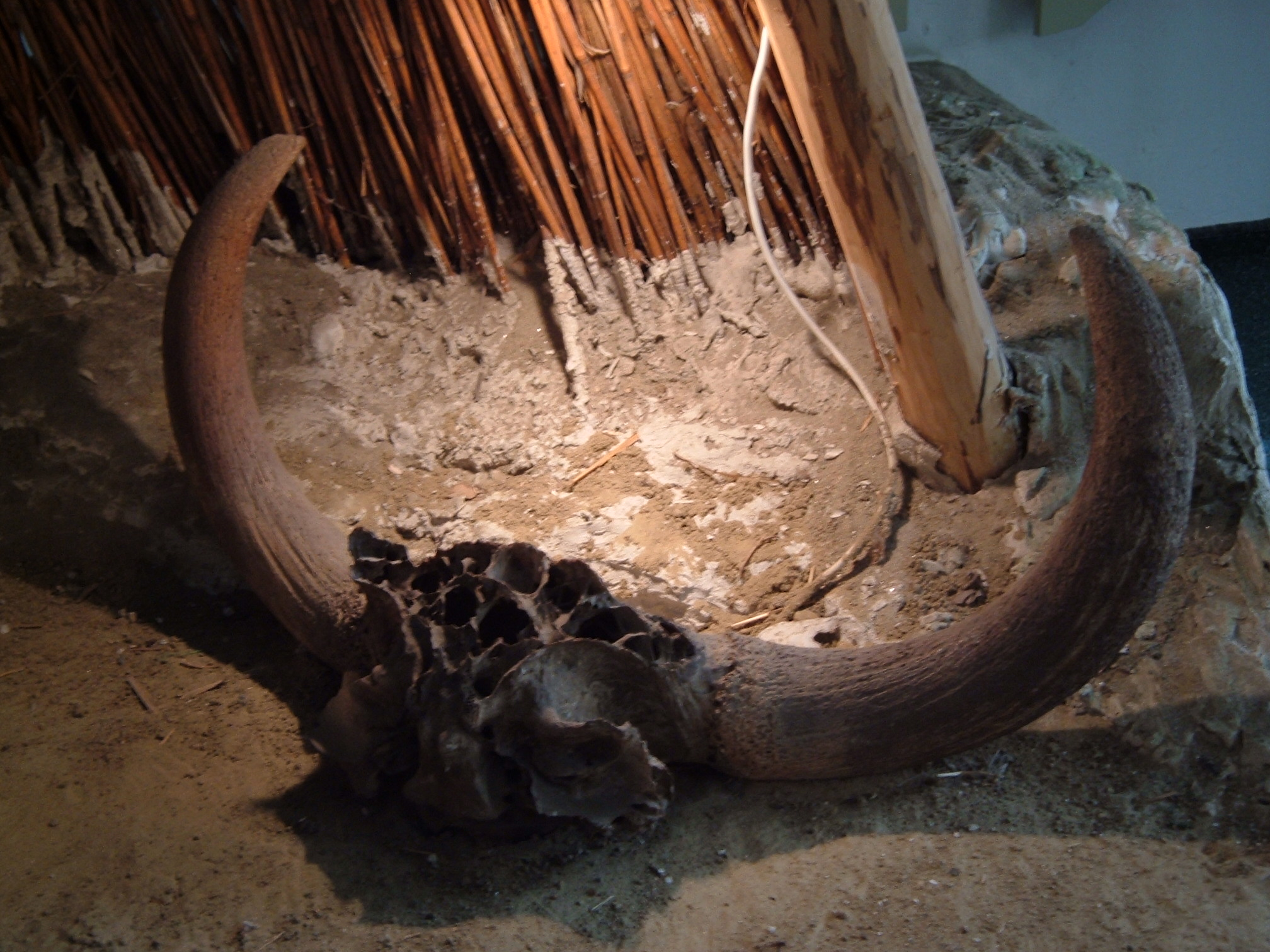
Bölénykoponyák gyakran kerülnek elő a Tiszából. Szép példányaikat tekinthetjük meg a Damjanich János Múzeum régészeti állandó kiállításán, Szolnokon

A Würm-glaciálisban lerakódott folyami üledékekből hatalmas bölénykoponyák, alkalmanként mamutcsontok és más nagyemlősök maradványai kerültek elő a Tiszából. Gyakran kotróhálókban vagy egyszerű halászhálókban akadtak fenn, máskor a folyószabályozást kísérő munkálatoknál kerültek elő. A jégkorszak utolsó harmadában igazi szabadtéri „vadaspark” lehetett a mai Szolnok helyén, számos, mára kihalt nagyemlőssel, valamint olyan állatokkal, amelyek ma sokkal északabbra élnek (Pl. jávorszarvas, rénszarvas).

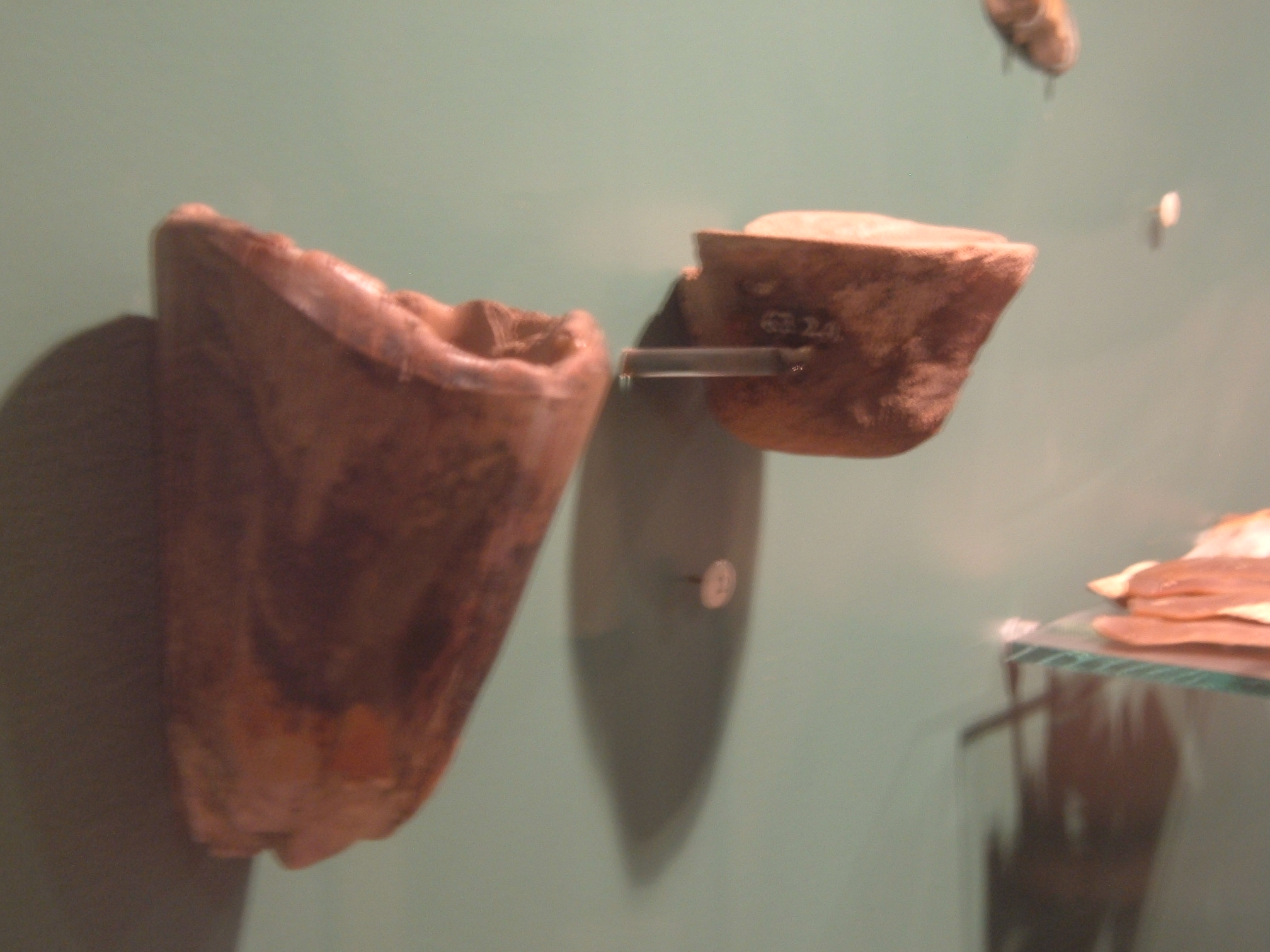
Gyapjas mamut agyarából és jávorszarvas agancsából készült kupák

A Tiszából kihalászott csontok között őslovak, gímszarvasok, mamutok, gyapjas orrszarvúk, őstulkok, óriásszarvasok, ősbölények maradványaira akadtak. Ezek az állatok nagy csapatokban, csordákban járták a folyó környékének erdős-rétes és füves pusztás élőhelyeit, illetve az egykori ligeterdőket. Egykor páratlanul gazdag volt az állatvilág a Tisza mentén. Az előkerült maradványokból szerint ez a megafauna a jégkorszak utolsó szakaszában, a felső pleisztocénben élt. A Tiszában talált csontokból rekonstruálható fauna összetétele nagyjából olyan, mint amilyen az elmúlt 120-130 ezer évben élt itt. A jégkorszak végén hatalmas csordákban vonultak a nagy testű állatok, pihenő-és táplálkozóhelynek használva a Tisza árterét. A jégkorszak legkésőbbi szakaszában a rénszarvasok csontjai kerültek elő a legnagyobb mennyiségben.

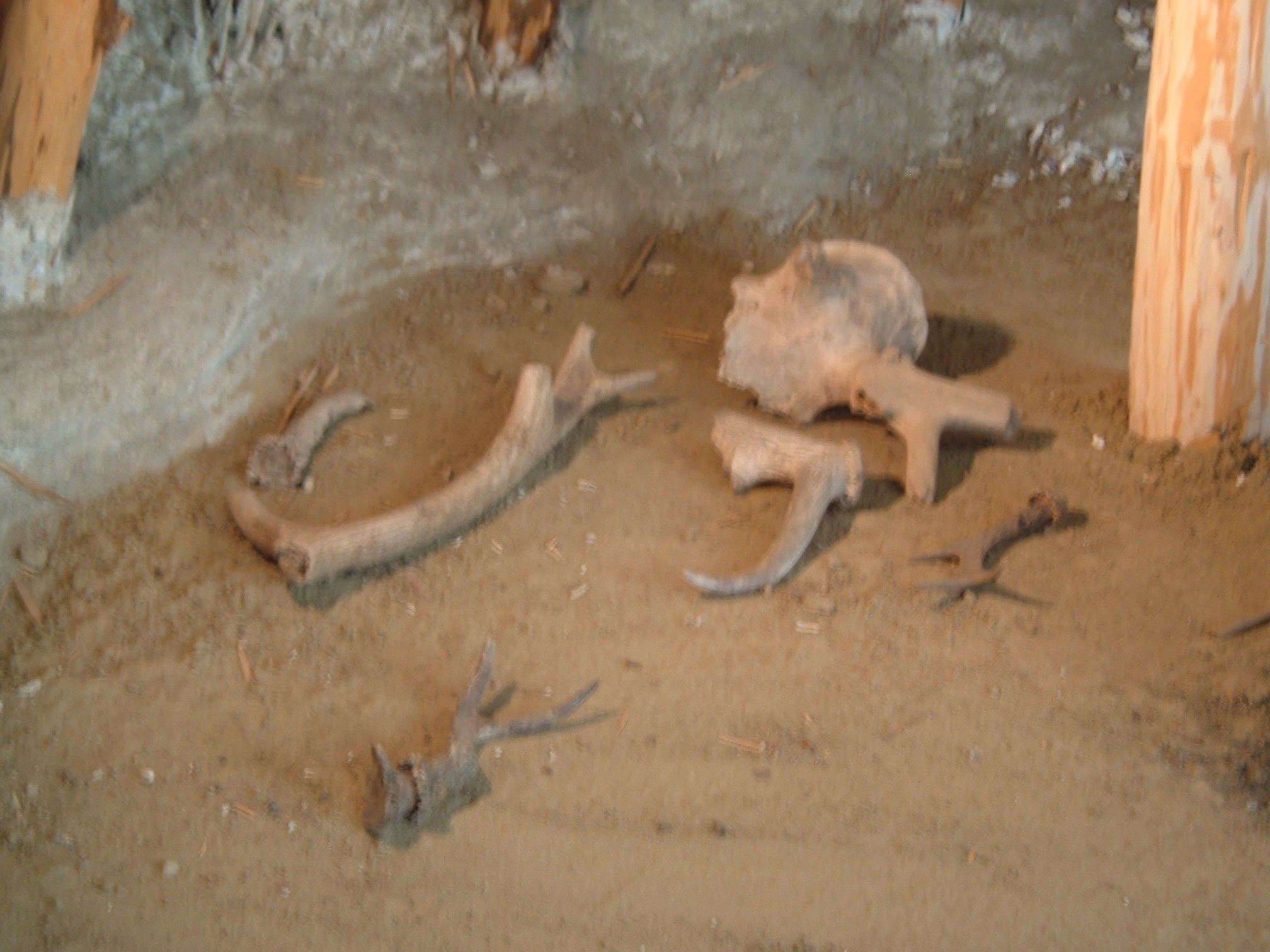
Paleolitikumi szarvasagancsok a Damjanich János Múzeum gyűjteményében

De nem csak állatok maradványai kerültek elő ebből a korból. A jégkorszak előtt a térség és a város későbbi kül-és belterülete már lakott volt. Az 1800-as években is előkerültek olyan leletek, amelyek az emberek paleolitikumi megtelepedését bizonyítják Szolnokon. Mamut-, gyapjasorrszarvú-, az ősbölény -maradványok, mamutagyarból csiszolt csontpohár illetve Tiszaörvénynél egy jávorszarvas agancsának rózsarészéből kifaragott csontpohár is előkerült. Ezek a leletek hazai és nemzetközi viszonylatban is rendkívül értékesnek és egyedülállónak mondhatóak.
Az alábbi jégkorszaki állatok csontjai kerültek elő (nem teljes a lista):
- Bison priscus (Ősbölény)
- Alces alces (Jávorszarvas)
- Bos primigenius (Őstulok)
- Coelodonta antiquitatis (Gyapjas orrszarvú)
- Mammuthus primigenius (Gyapjas mamut)
- Megaloceros giganteus (Óriásszarvas)

A Tiszából (számos darab a szolnoki Tisza-szakaszról származik) kerültek leletek a Magyar Állami Földtani Intézetbe, a Magyar Természettudományi Múzeum Föld- és Őslénytárában nagy számban. Az utóbbi gyűjteményében őriznek egy egy láncra vert mamutcombcsontot. A csontot az 1800-as évek elején Szolnok mellett halászták ki a Tiszából. Ezt követően a babonás emberek Pásztóra vitték, s a község elöljárói úgy döntöttek, hogy megvasaltatják. Védő amulettként vagy talizmánként kiakasztatták a község kapuja fölé. Szép leletek láthatók még a Damjanich János Múzeumban, a tiszaföldvári Tiszazugi Földrajzi Múzeumban és a kalocsai Viski Károly Múzeumban, valamint a Tóth Mike-gyűjteményben. Jelenleg nem ismert a megafauna kihalásának pontos oka, az egyik lehetséges elmélet az ún.pleisztocén-holocén becsapódási esemény, ami a nagytestű állatok világméretű, gyors kihalását égitest-becsapódással kívánja magyarázni.

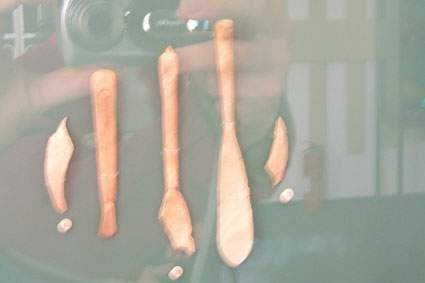
Újkőkori csonteszközök Szandaszőlősről

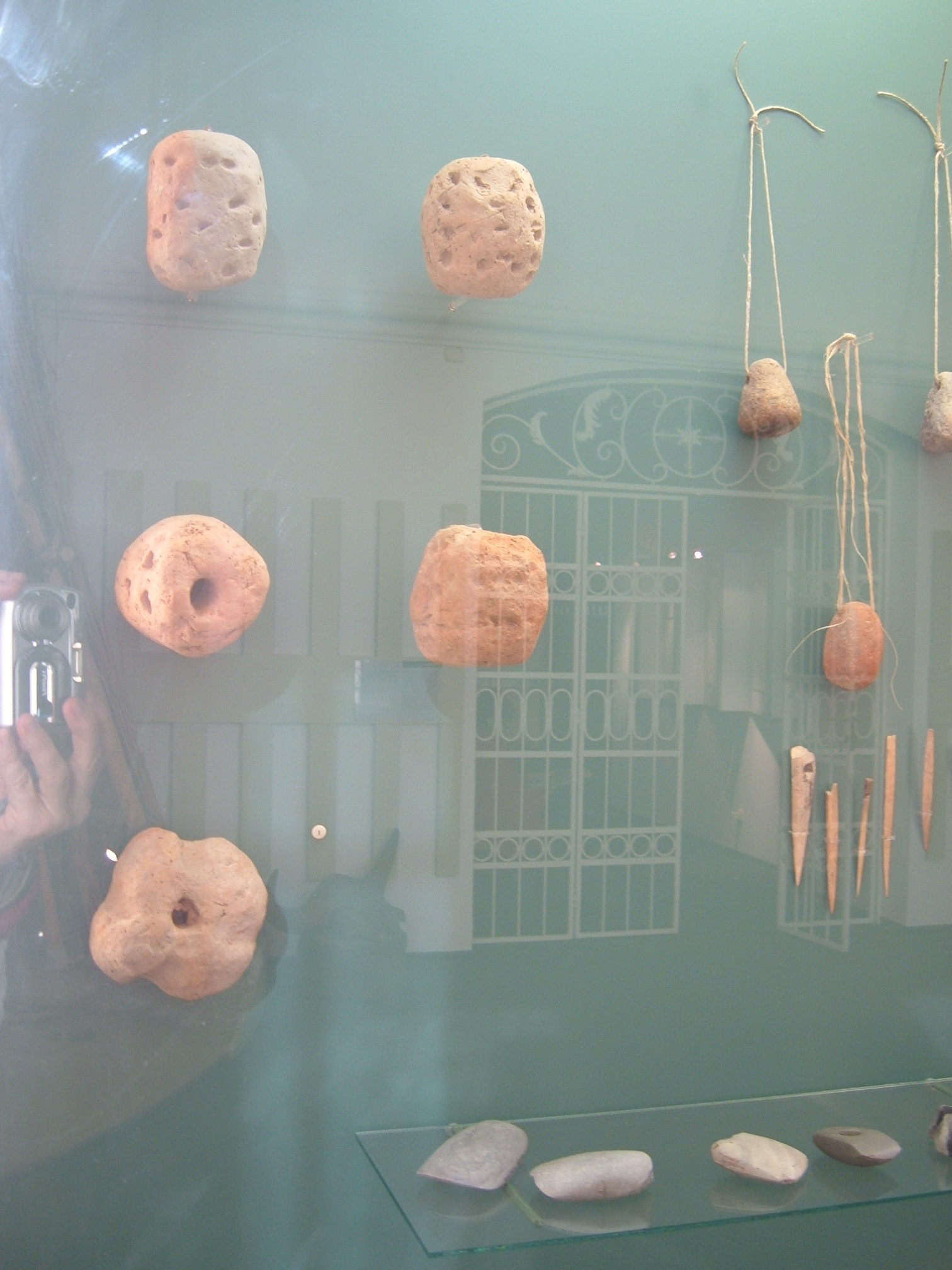
Újkőkori hálónehezékekSzandaszőlősről, Szajolról, Törökszentmiklósról

A terület a paleolitikumtól kezdve lakott volt. Az első ismert telepesek facölöpökre fektetett állatbőrökből készült, illetve náddal borított ideiglenes sátrakban lakhattak, amit a fennmaradt cölöplyukak is bizonyítanak. Fő vadászzsákmányuk előbb a mamut és a rénszarvas, majd szarvas, őz és vaddisznó lehetett. Fennmaradtak kőeszközeik is, amik fehér tűzkőből készültek, mikrolit technikával.
Az újkőkorszak korából gyakran maradtak fenn halászati eszközök maradványai, mint hálónehezékek, horgok, ami az akkori emberek megélhetésében a halászat fontosságát mutatja. Általában agyagból készültek, mint azok a rituális szobrocskák, amik isteneket, bikákat és stilizált női alakokat formálnak. Szandaszőlősön rábukkantak egy neolitikumi közösségre, akik már állandó jelleggel megtelepedtek a területen.
A mezolitikum emberei már állandó településeken laktak. Földműveléssel és állattenyésztéssel foglalkoztak, rekonstruált házbelsőt a Damjanich János Múzeumban láthatunk. A házak nagyrészt fából voltak. Használták már a szekeret is, ennek makettje is megmaradt. A gabonatárolásra nagy méretű cseréphombárokat használtak.

### Galéria

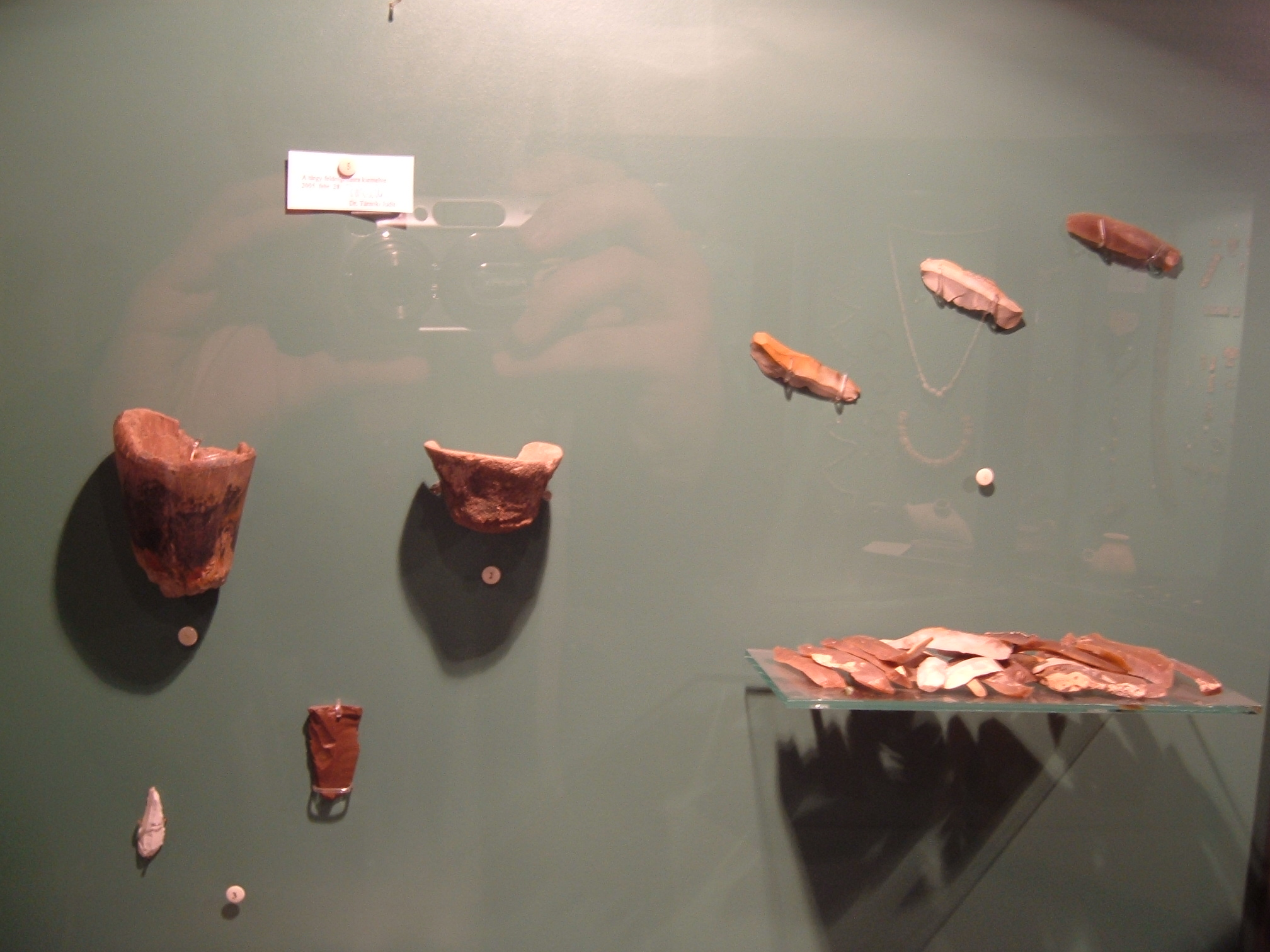
Kőkori leletek (Damjanich János Múzeum)
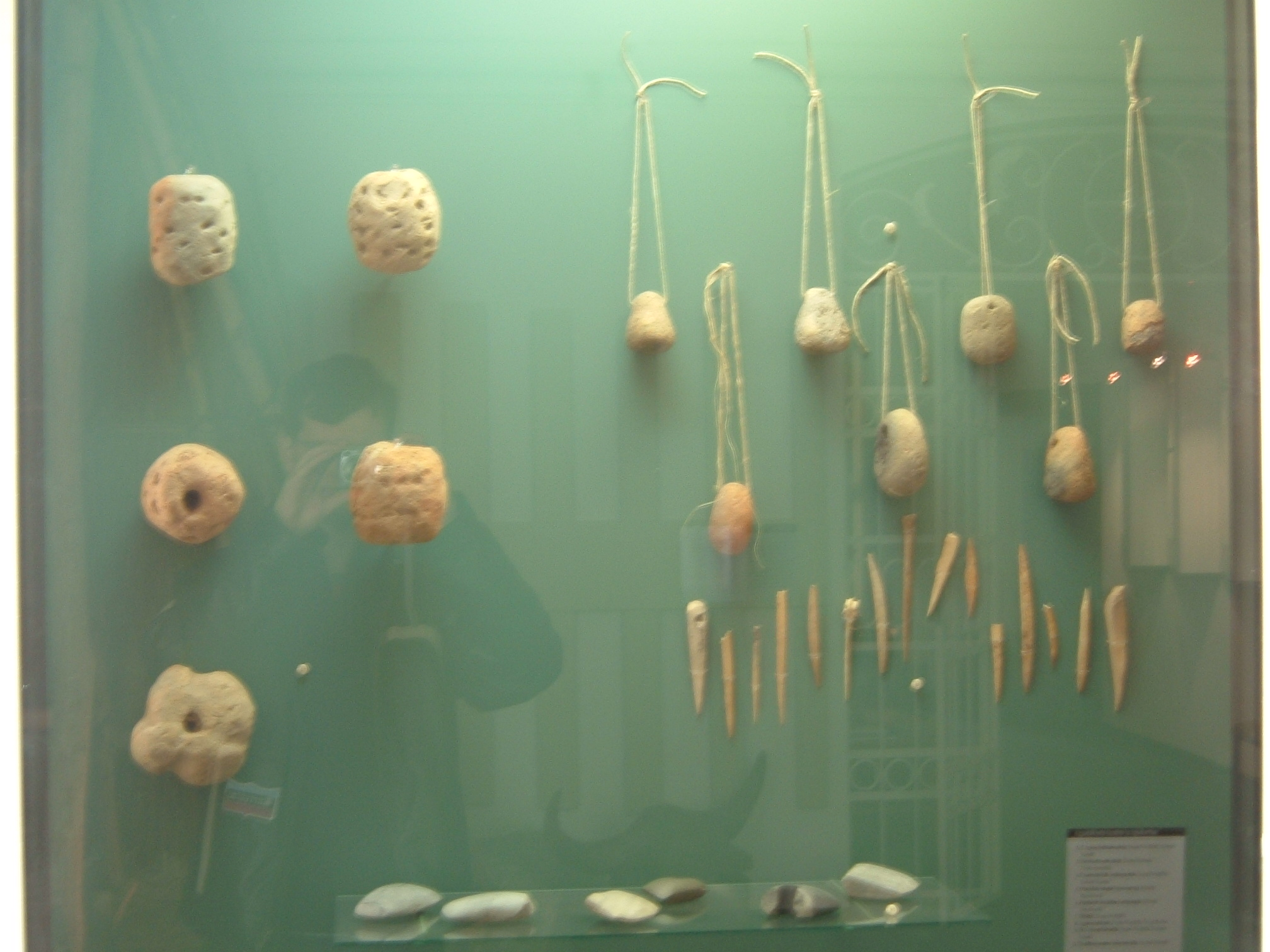
Újkőkori eszközök (Damjanich János Múzeum)
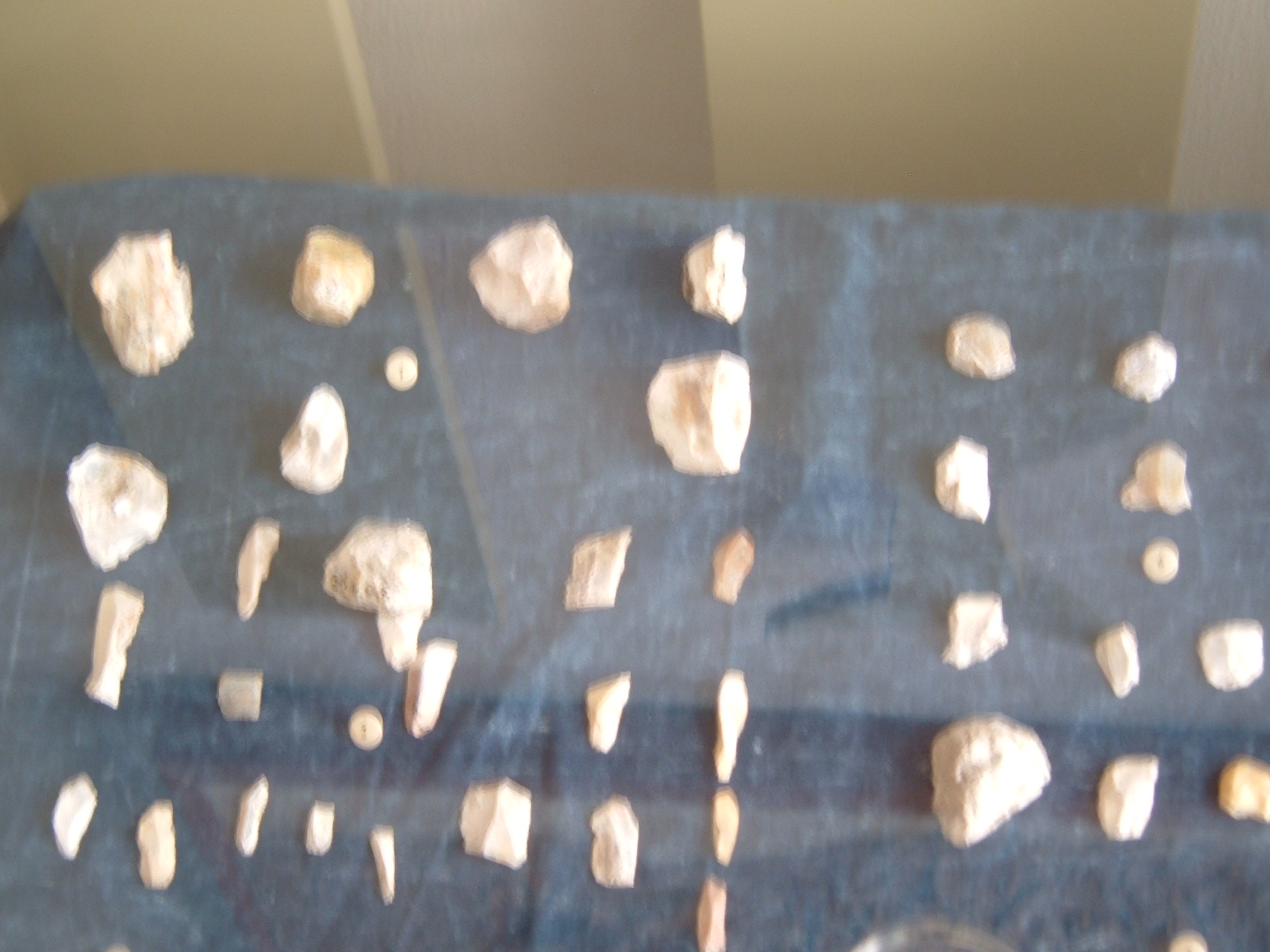
Mikrolit pengék2 (Damjanich János Múzeum)
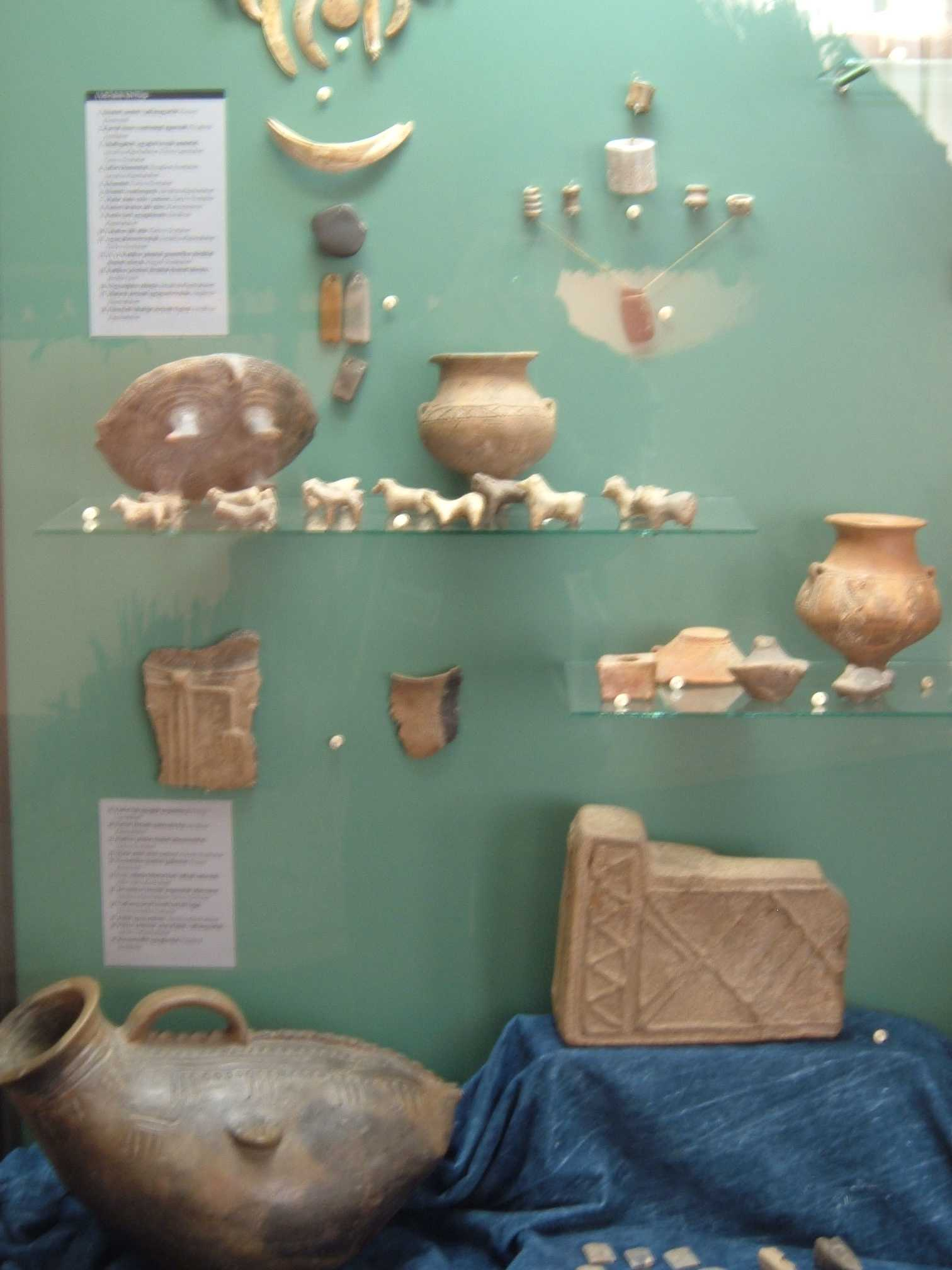
Újkőkori leletek (Damjanich János Múzeum)

## A rézkortól a késő vaskorig
A rézkori népek már nagyobb településeken laktak, ékszereket, eszközöket, fegyvereket hagytak ránk. Kő és agyag mellett már ismerték a rezet is, eleinte inkább dísztárgyak készítésére használták e fémet.
A bronzkor idején új népcsoportok érkeztek a Kárpát-medencébe. A Szolnokhoz közeli Tószeg határában álló Kucorgó-halom vagy tell é. sz. 47° 06′ 01″, k. h. 20° 08′ 22″47.100378°N 20.139386°E helyén egy kiterjedt település állt, a házak anyagából vastag vályogrétegek halmozódtak fel. Az ekkori emberek lovat, disznót, juhot és szarvasmarhát tartottak és kagylót gyűjtögettek a folyóból. A leletek között bronz eszközök, kardok, szívkagyló-maradványok is előfordulnak, ami távolsági kereskedelem meglétére utal.
A rómaiak nem tudtak katonai állásokat kialakítani az Alföld területén, ezért honfoglalás előtt szkíták, kelták, szarmaták éltek a területen. 
A leletek alapján a vaseszközök megmunkálását és azok használatát illetve a fazekas mesterséget, valamint a korongozást a szkíták honosították meg Szolnok környékén.
Szolnokon és közvetlen környezetében számos szkíta kori lelőhelyet találtak. Ilyen volt például a Zagyva-gát építésekor fellelt településmaradvány, ahol edénytöredéket, Szandaszőlősön pedig egy bögrét leltek.
A szkítákat a kelták követték. A kelták fegyverzetéből vaskardok és pajzsok köldökdíszei, valamint lószerszámok vas alkatrészeit hagyták ránk.
Ezt követően az iráni eredetű szarmaták telepedtek le a város környékén. A szarmata népesség esetenként háborúban, máskor kereskedelmi kapcsolatban állt a Római Birodalommal. A leletanyagban nem ritka a római pénz, fegyver, ékszer és kerámia. A katonai repülőtér bővítésekor (1952-ben) 223 szarmata és gepida sírt tártak fel. Innen rendkívül gazdag leletanyag került elő: aranyozott és díszes fibulák, vasfegyverek, csontfésűk, övkapcsok és edények. 
A szarmaták után germán ajkú népek vették birtokukba az Alföldet.

### Galéria

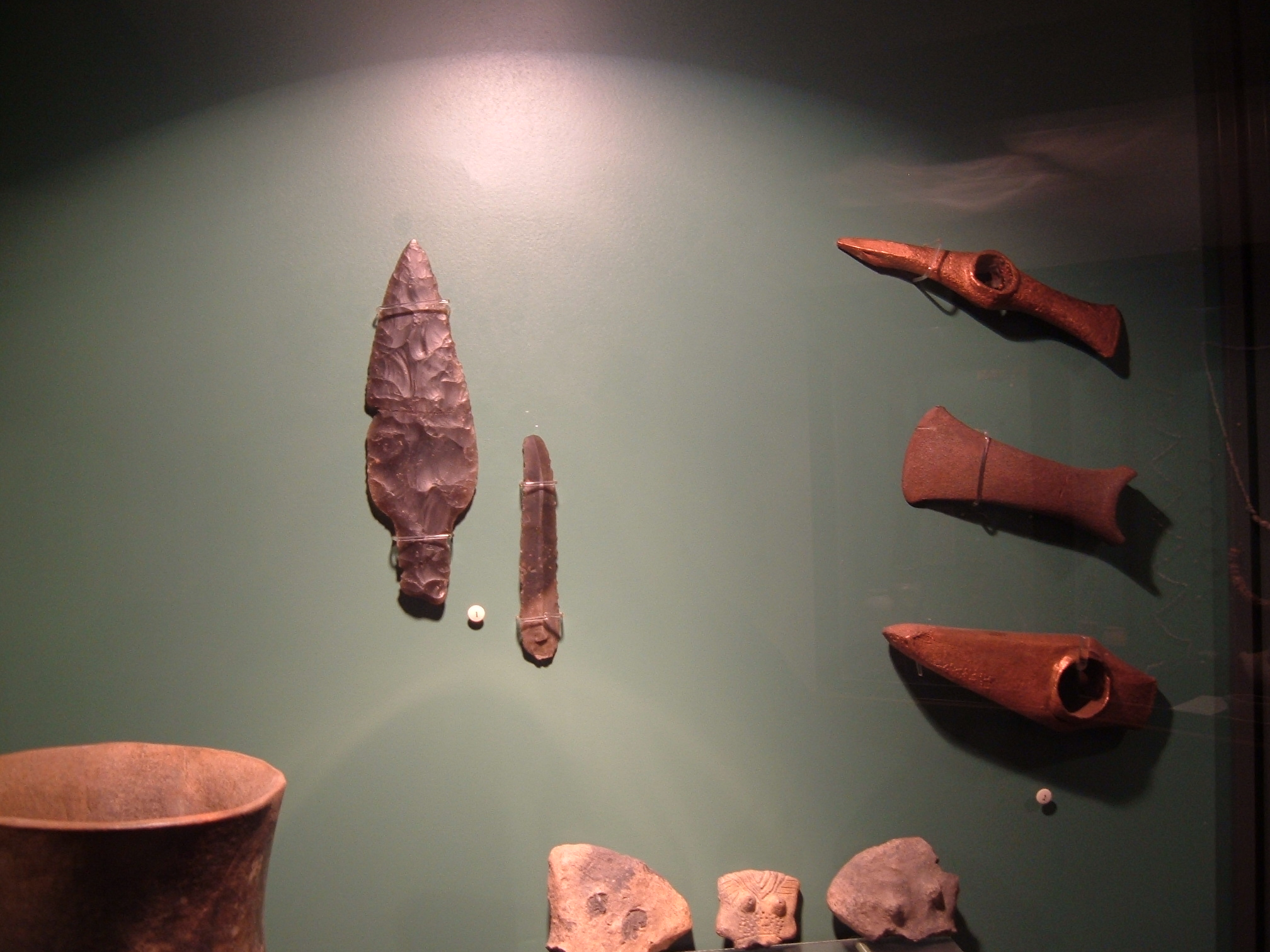
Rézkori eszközök (Damjanich János Múzeum)
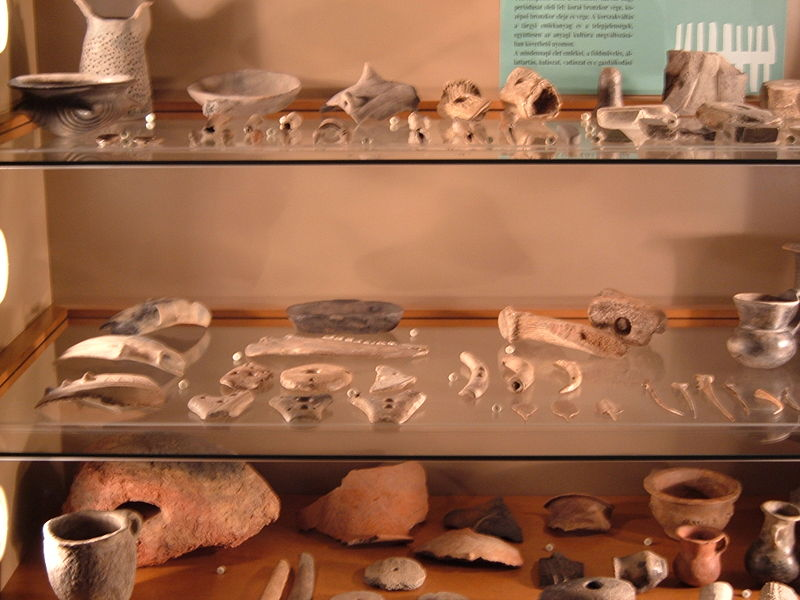
Bronzkori edények és más tárgyak (Damjanich János Múzeum)
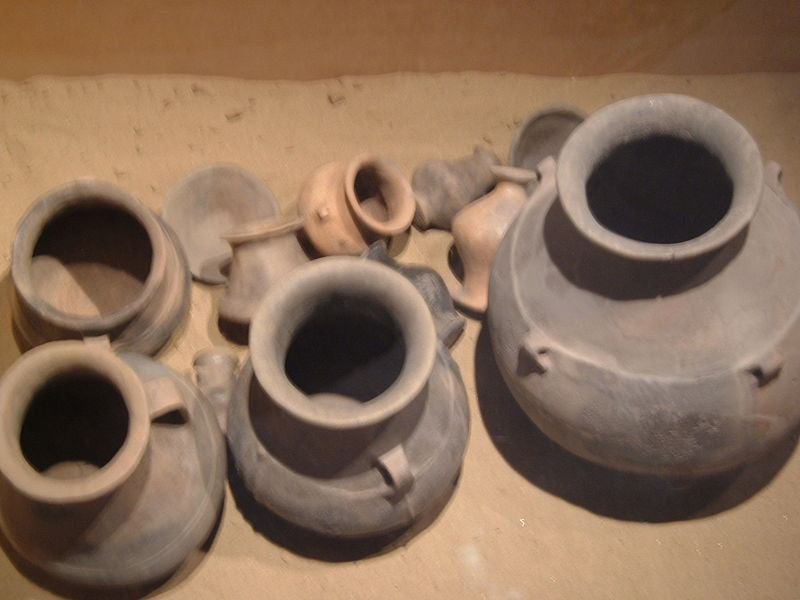
Bronzkori edények (Damjanich János Múzeum)
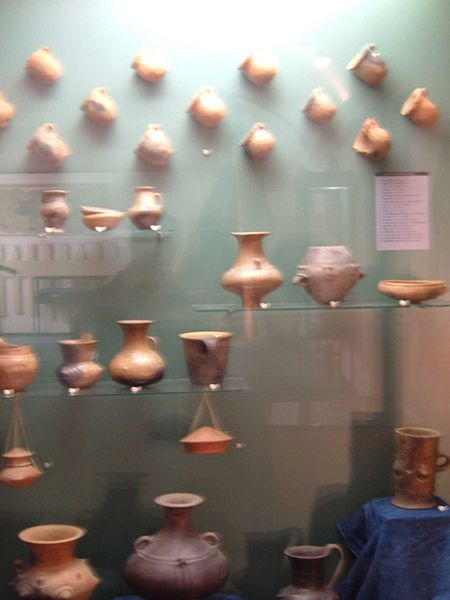
Bronzkori leletek (Damjanich János Múzeum)
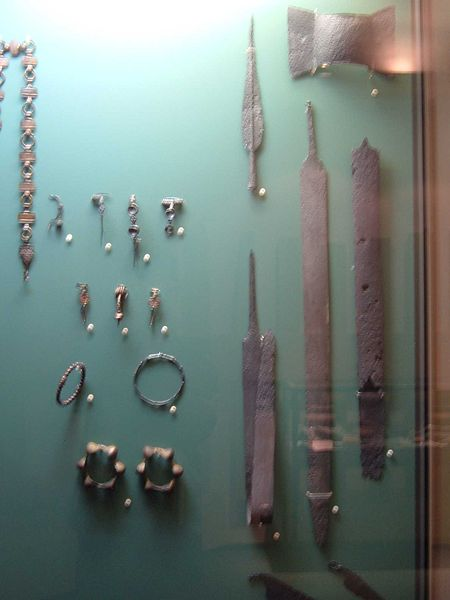
Kelta fegyverek és díszek (Damjanich János Múzeum)
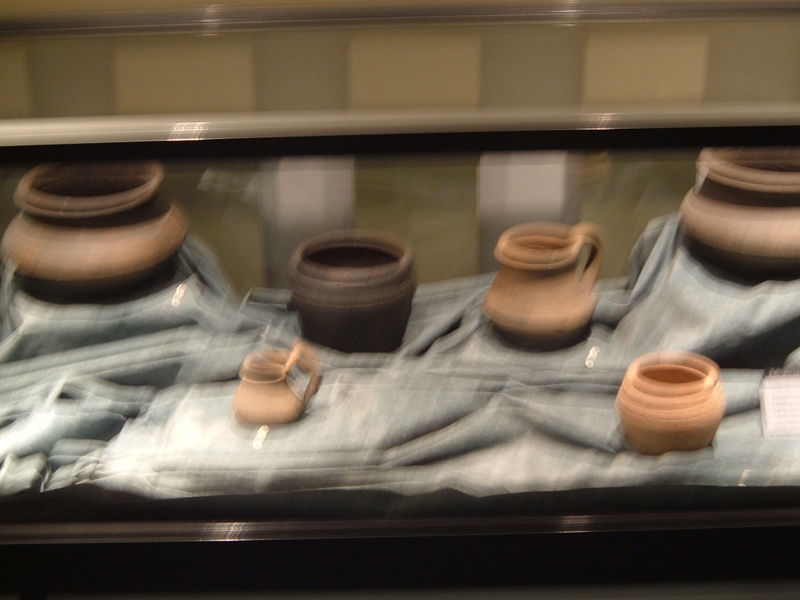
Kelta edények (Damjanich János Múzeum)
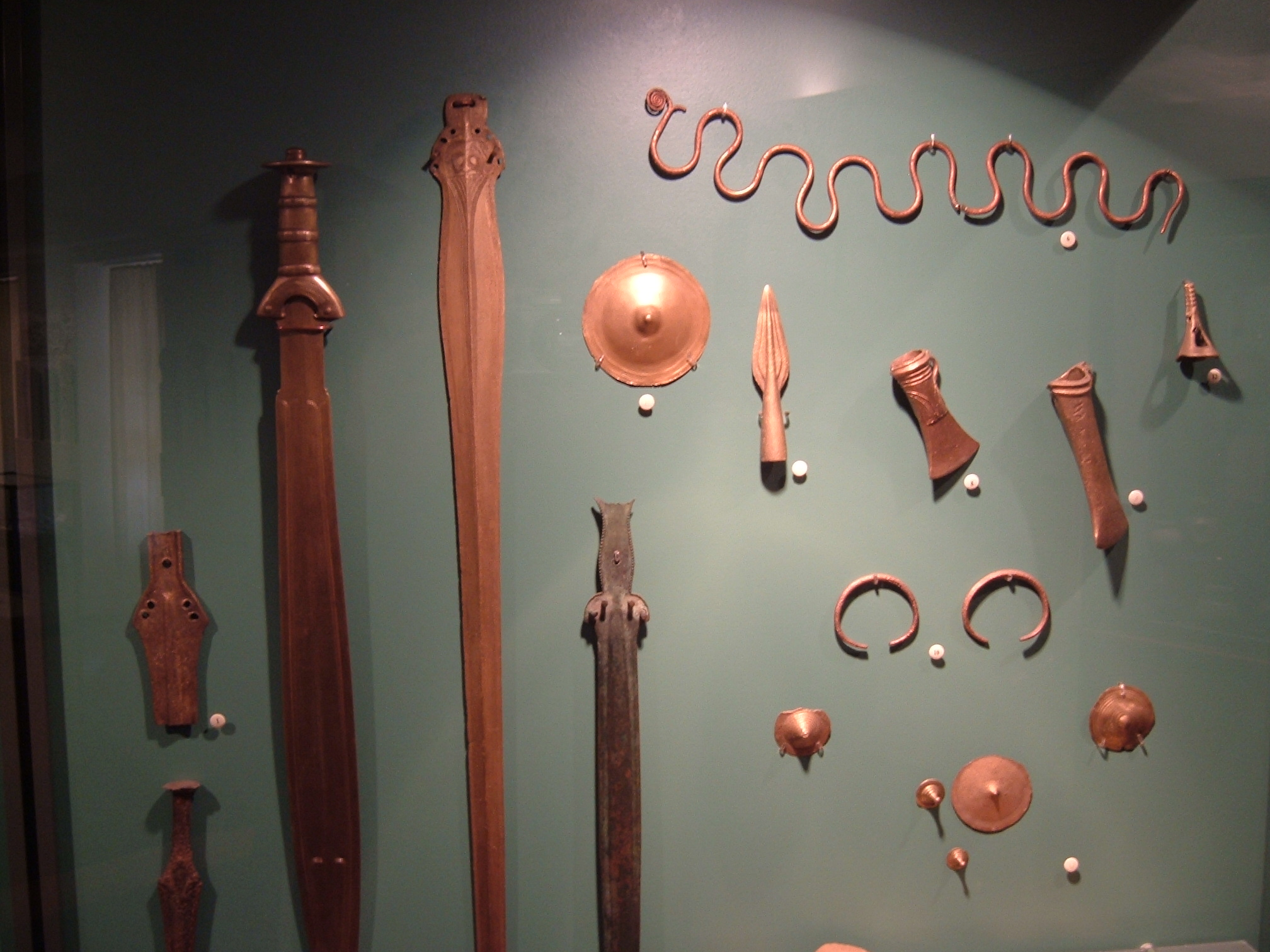
Szkíta és szarmata tárgyak (Damjanich János Múzeum)

## A népvándorlás kora

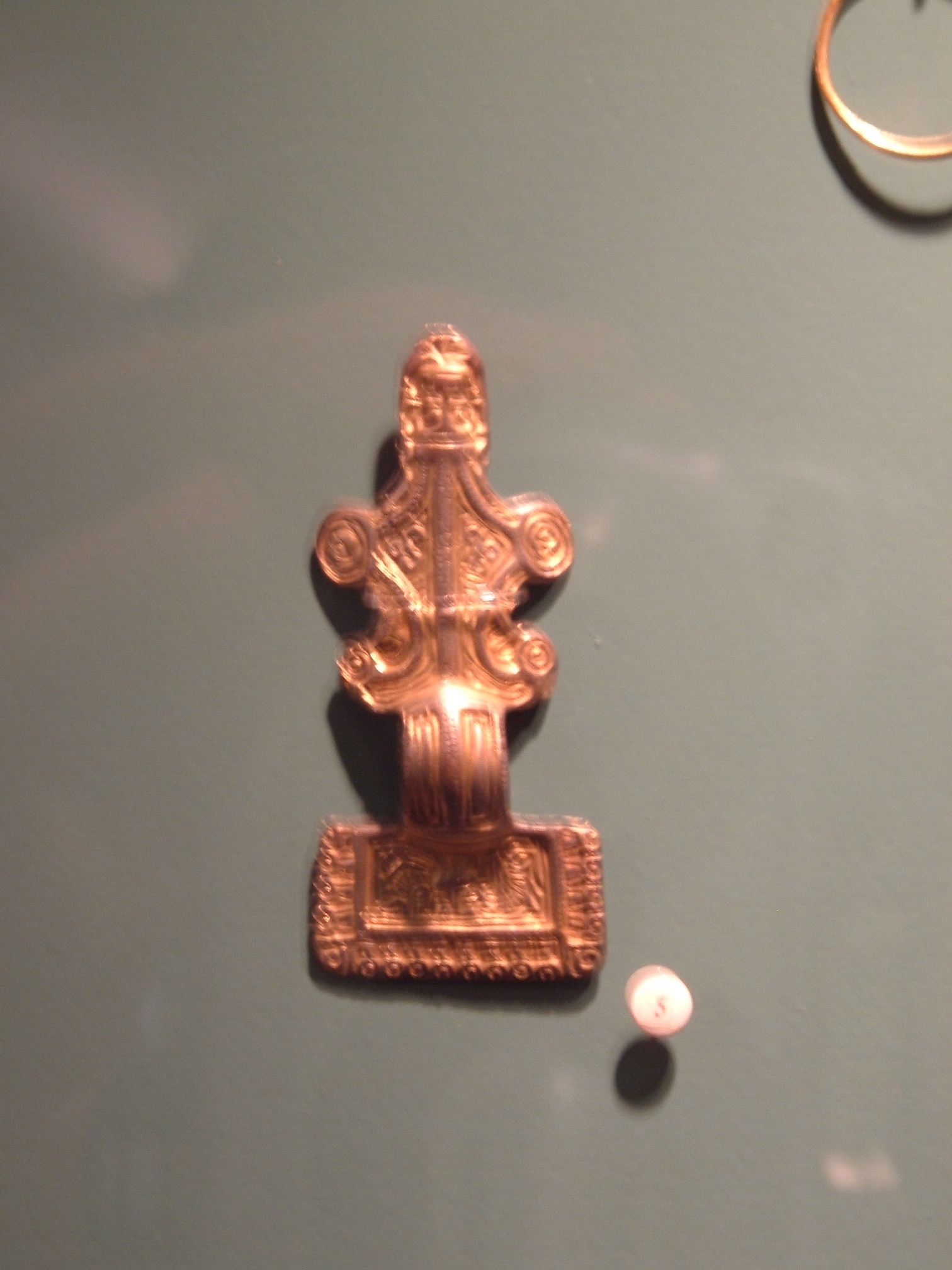
Arany gepida övcsat Szandaszőlősről

A gepidák jelentős kincsleletét Szandaszőlős Ó-Szanda nevű területén találták a régészek. Ismerték már az üveget is, színes-sávos üvegből készült nehéz gyöngyöket hordtak. A gepidák elvonulása után avarok lakták be a területet. A magyarokhoz hasonlóan a gazdagabbak lovakkal együtt temetkeztek. A honfoglaló magyarok a 10. században telepedtek meg itt, jelentős emlékünk a szolnoki Strázsahalomról előkerült gyönyörű arany tarsolylemez.
Az V. század eleji hun expanzió nem hagyott hátra régészeti anyagot Szolnokon. Elképzelhető, hogy a meghódított és szövetségre kényszerített germán népek helyben maradtak a támadás idején vagy elmenekültek és teljesen elnéptelenedett a környék egy időre.
A VI. század közepén megjelentek az avarok és uralmuk a IX. századig végig kimutatható jelenlétük. A Rákóczifalva-kastélydombi temető arra utal, hogy Szandaszőlőstől mindössze 1,5 km-re jelentős szállásuk volt.

### Galéria

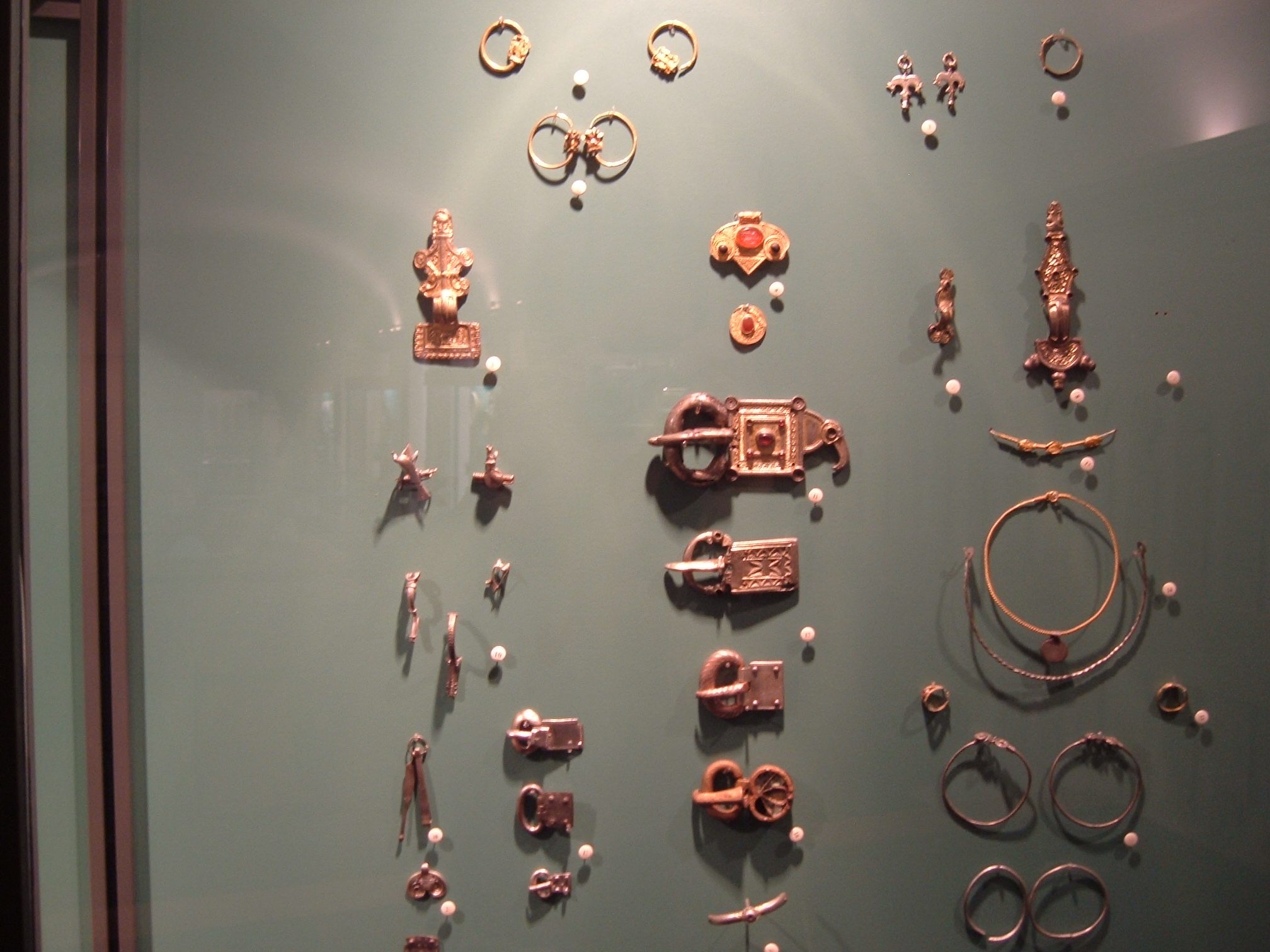
Gepida leletek (Damjanich János Múzeum)
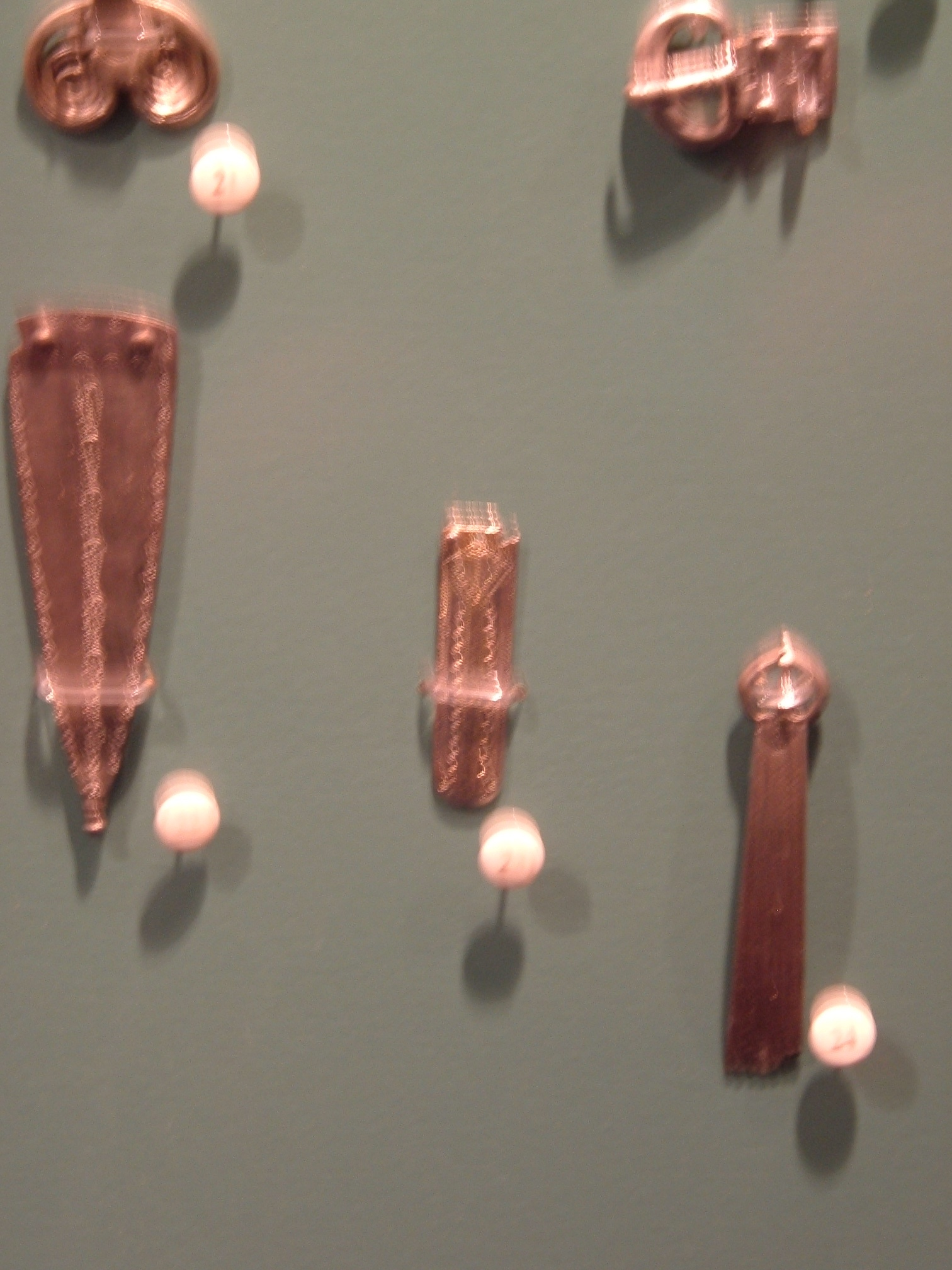
Gepida leletek Szandaszőlősről (Damjanich János Múzeum)
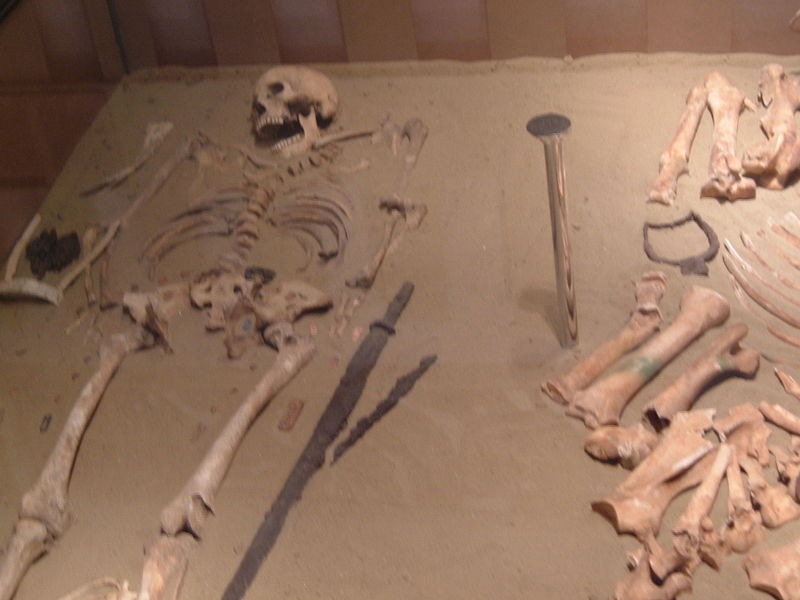
Avar lovas temetkezés (Damjanich János Múzeum)
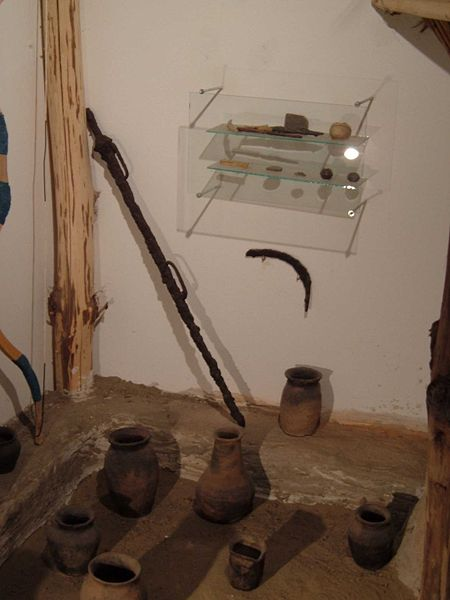
Avar kori leletek (Damjanich János Múzeum)
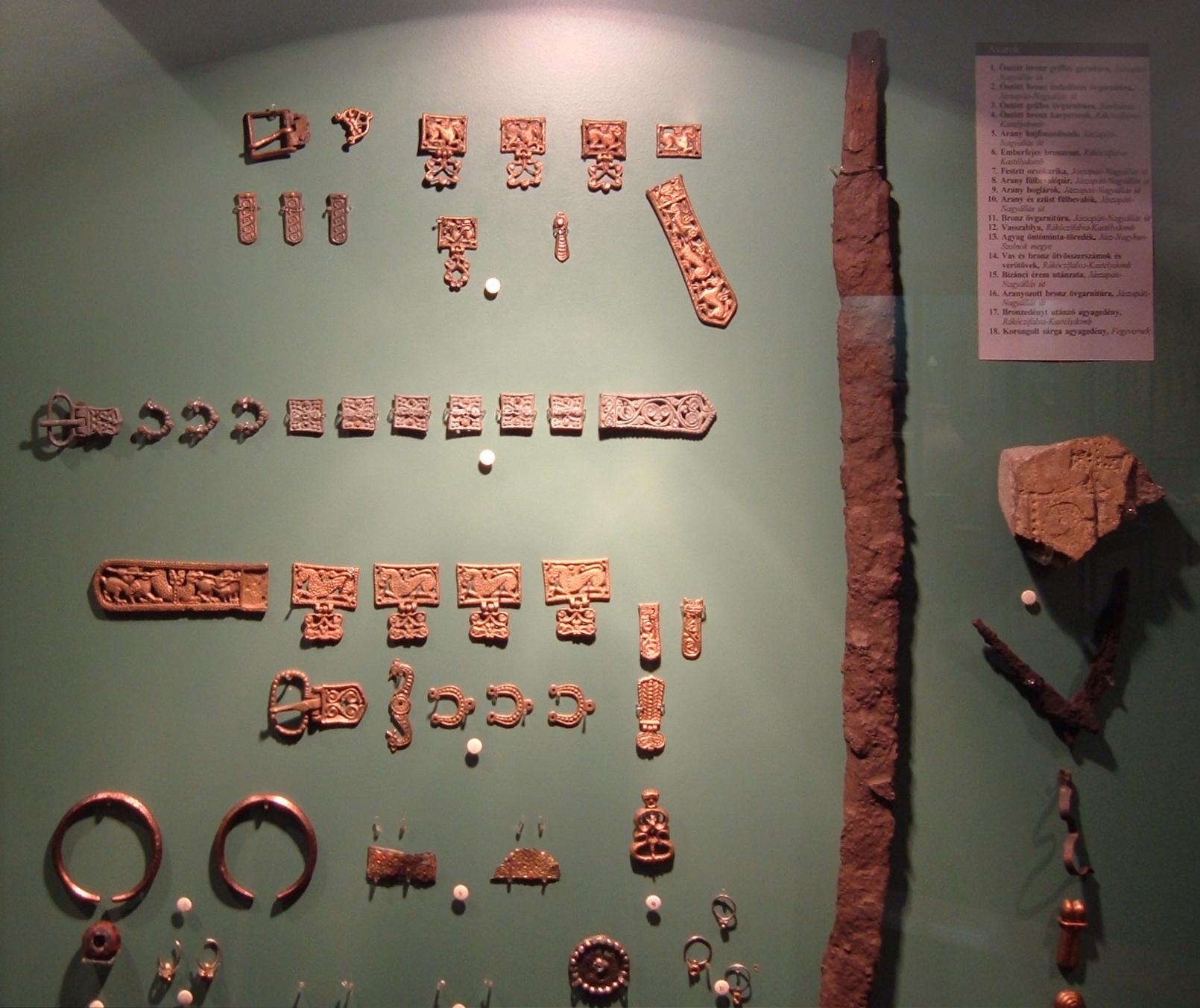
Avar kori leletek (Damjanich János Múzeum)
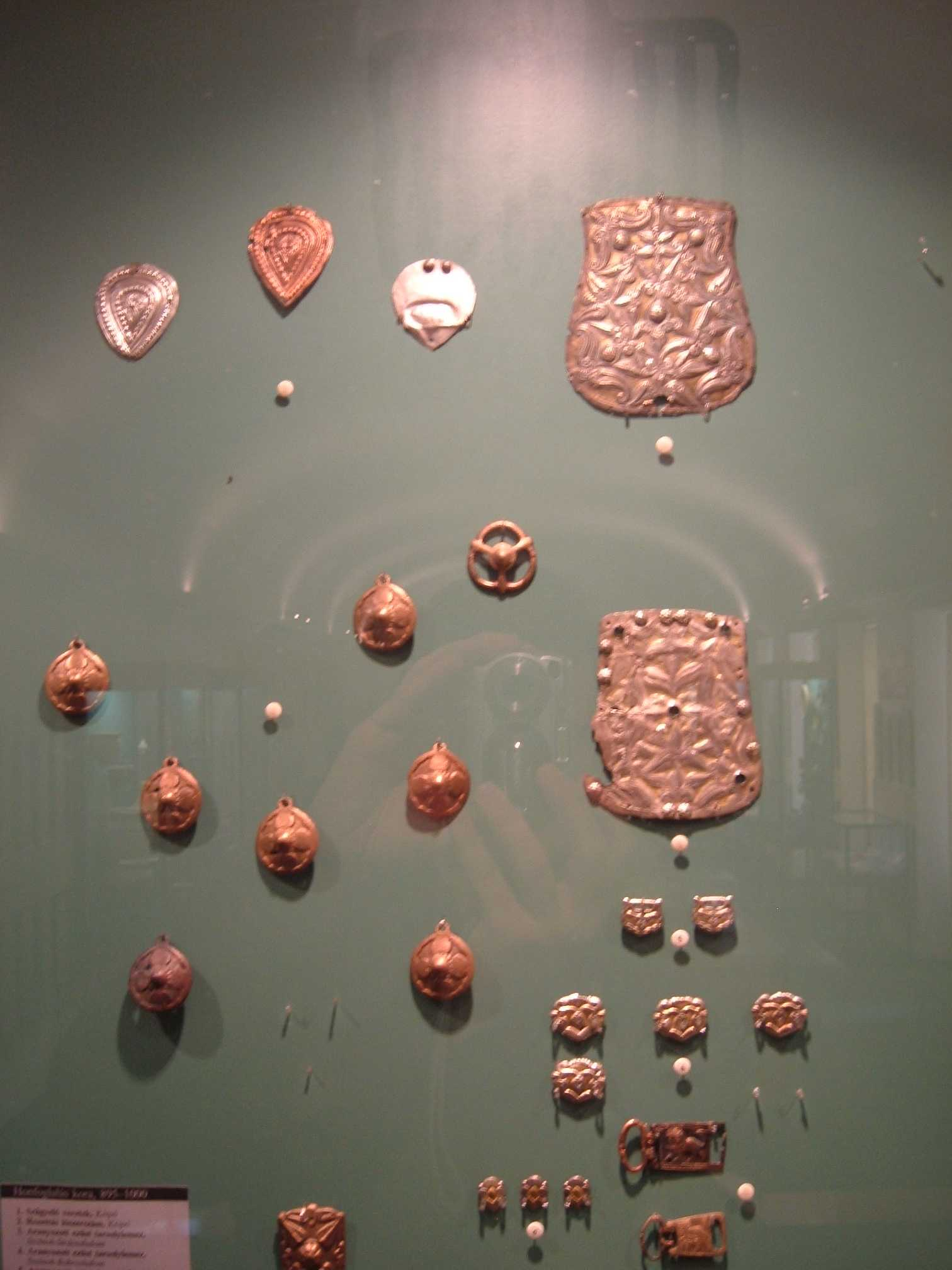
Honfoglalás kori leletek (Damjanich János Múzeum)

## A középkori Szolnok

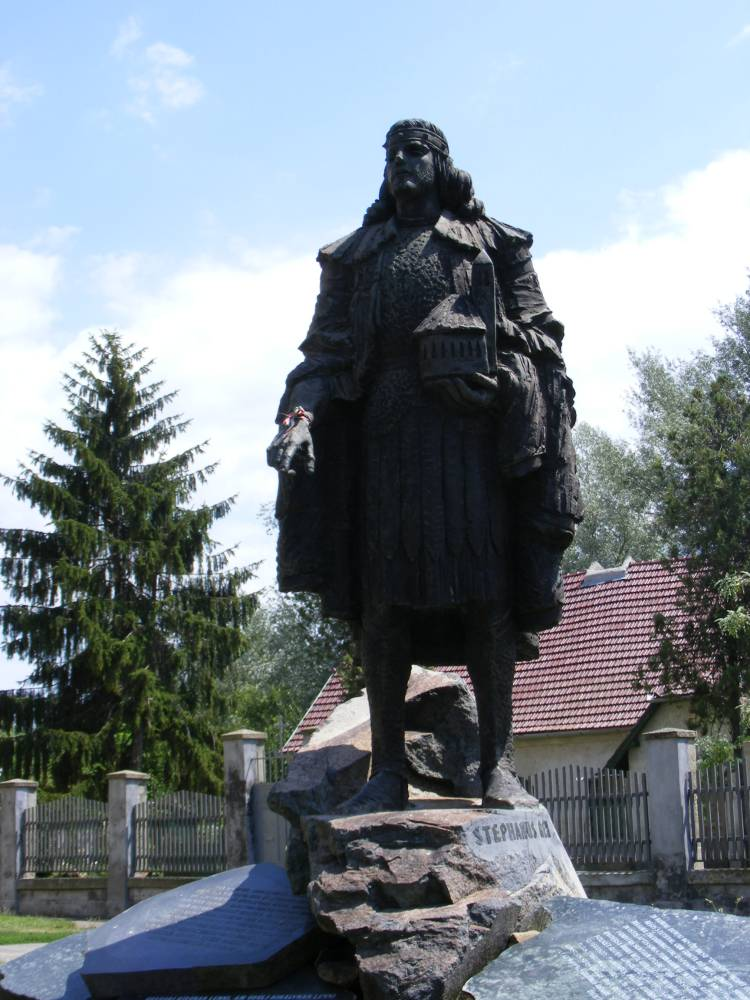
Szent István-szobor (Szolnok)

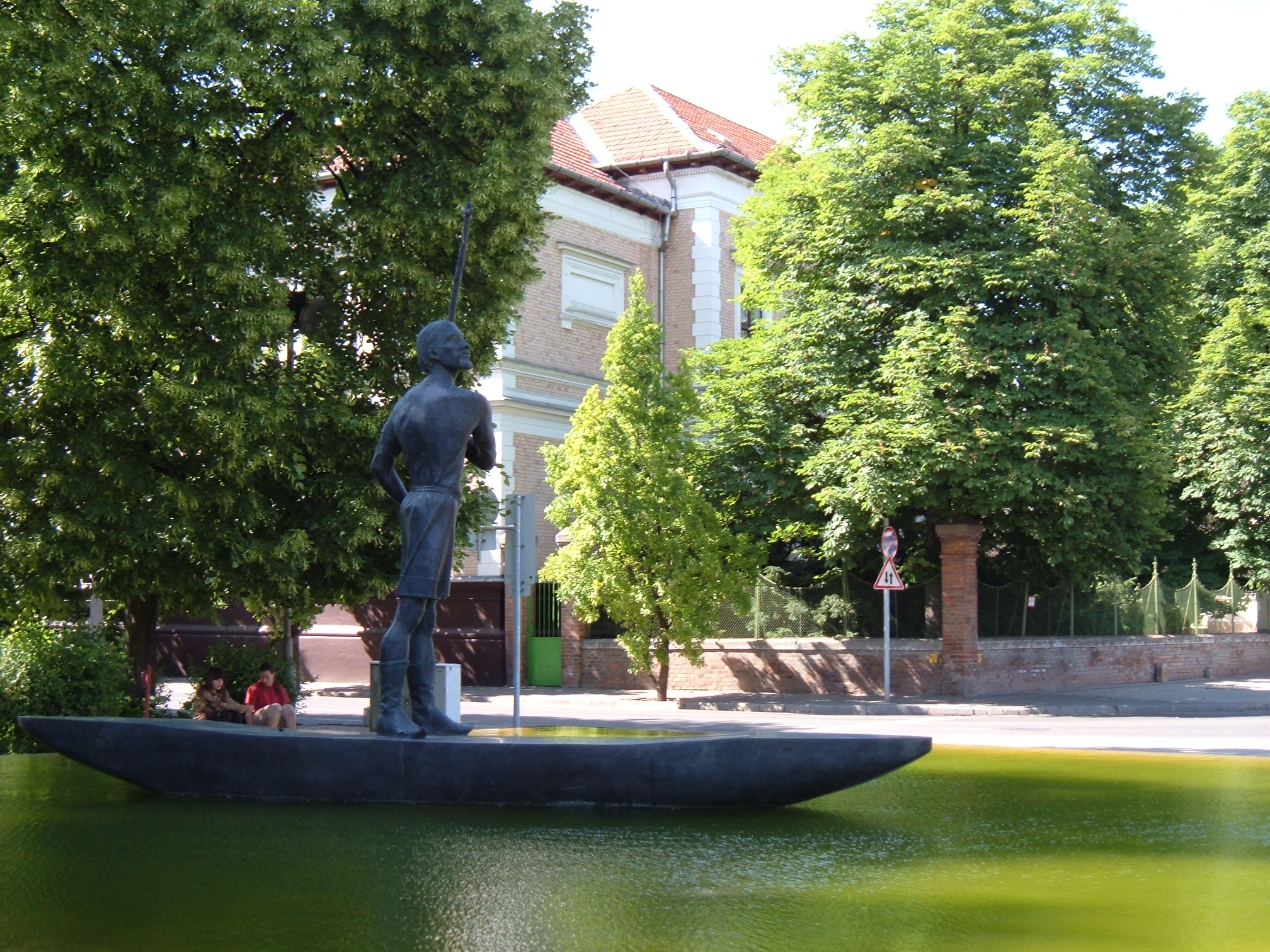
Zounuk ispán szobra Szolnokon

A IX. század végén a Kárpát-medencébe érkező magyar törzsek eljutottak a Tisza és a Zagyva összefolyásához és felismerték a hely jó védhetőségét. Elképzelhető, hogy nem véletlenül éppen itt keltek át a folyón, esetleg már korábban is fontos átkelőhely lehetett. Miután Szent István király legyőzte az erdélyi Gyulát, egy feltételezhetően fából és földből emelt sáncokkal védett erősséget (ispánsági földvárat, palánkvárat) emeltetett, amivel az Erdélyből érkező só szállítását igyekezett biztosítani. Nem véletlen, hogy a XIII. századi térképeken Külső, Középső, s Belső Szolnok vármegyék nevével találkozunk. Ha térképre vetjük a megyéket eredeti helyzetükben, akkor jól látható, hogy valójában a Doboka környékén bányászott só előbb szárazföldi, majd vízi útvonalán épült ki a három rokon nevű vármegye. Elnevezésük nem a véletlen műve.

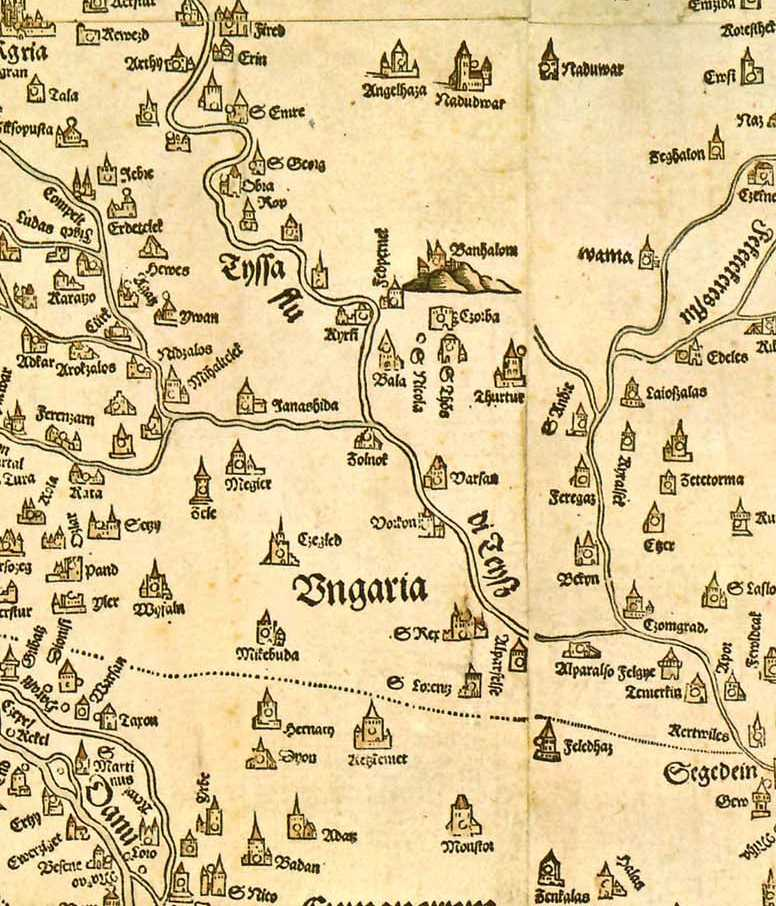
Szolnok (Zolnok néven hozzávetőlegesen középen) Lázár deák 1510-es keltezésű térképén. Figyelmztetés: Lázár térképe helytelen tájolású, az óramutató járásával ellentétesen kb. 40 fokkal el van döntve!

Szolnokot 1075-ben említik először I. Géza garamszentbenedeki alapítólevelében, Zounok alakban. Valószínűleg Szaunik volt Szolnok megye első főispánja, akit a Vata-féle pogánylázadás (1046.) idején Gellért püspökkel együtt meggyilkoltak. Úgy tudjuk, hogy az ispán a kelenhegyi révnél fulladt vízbe teljes páncélzatában. A XI-XIII. században a várost ZOUNOK, SAUNIC, ZOUNUC és ZAWNUCH néven említik. Valószínűleg nem volt ekkora zavar a település elnevezésében, hanem a különböző hangtani átírások is szerepet játszottak az elnevezések kuszaságában (a latin betűk a magyar rovásírással ellentétben nem fedték le nyelvünk hangtani készletét). Elképzelhető az is, hogy a "Szaunik" (vagy valami más, eredeti alakja) nem személynév volt, hanem a sóutat ellenőrző tisztségviselő(k) korai megnevezése, úgy mint a "tárnok" vagy a "pohárnok" cím is. Ezzel érthetővé válna, hogy miért hívtak még így 2 másik megyét, amikről biztosan tudjuk, hogy a só kitermelésének és szállításának területére estek és nem tartozhattak az ispán vezetése alá.
Az Árpád-ház uralkodása alatt mezőváros volt, Szolnok vármegye központja. Nevét feltehetőleg ispánjáról (Zounok; szerepel a Szent Gellért-mondában is) kapta. A tatárjáráskor elnéptelenedett, IV. Béla népesítette be újra. Sokáig csak faluként szerepelt.
A ma Szolnokhoz tartozó Szandaszőlőst első írásos említései 1075 (Zunde), 1470 (Zonda) neveken  jegyzik.
A szolnoki vár és a város a feudális állam megszervezésével alakult ki a Tisza partján, a Zagyva torkolatánál. Ispánsági székhelyként egyben egyházi központ szerepét is betöltötte. Szent István  rendelete szerinti tíz település által emelt templomi székhely volt. Szolnok a királyi vármegye felbomlásáig királyi birtok volt. A XI. században a tiszai rév, vámhely és a megyeközponti szerepe elősegítette gyors fejlődését. Ismert, hogy a máramarosi sóbányákból származó árut a Tiszán, vízi úton olcsón tudták szállítani Szolnokra. Ezen kívül szárazföldi utak is átmentek rajta. Ennek ellenére a középkor nagyobb részében megőrizte mezővárosi arculatát és nem fejlődött nagyobb várossá.
A tatárjárás idején a település teljesen elpusztult. Később újra betelepült és vélhetően földből készült töltéssel vették körül a várost, ami az évszázadok városépítési tevékenységei során elpusztult. Az 1241-42-es tatárjárást követően IV. Béla telepesekkel népesítette be a kihalt várost. Szolnok ezekben az évszázadokban többször is gazdát cserélt, tulajdonosai nem fogtak jelentősebb építkezésekbe. A korabeli feljegyzések többször csak faluként említik. Zsigmond király – 1422-ben és 1429-ben – kiváltságokat adott Szolnoknak, ettől kezdve nevezhető mezővárosnak.  A városban a sóhivatal és harmincadhivatal működött, az Aranybulla rendelkezésénél fogva a török hódoltságig az ország két fő-sóraktára Szolnokon és Szegeden volt.
Vára 1552-ig földvár, illetve palánkvár maradt. Szolnokot Zsigmond király a harmincad alól 1422-ben, a vám alól pedig 1429-ben mentette fel.

### Galéria

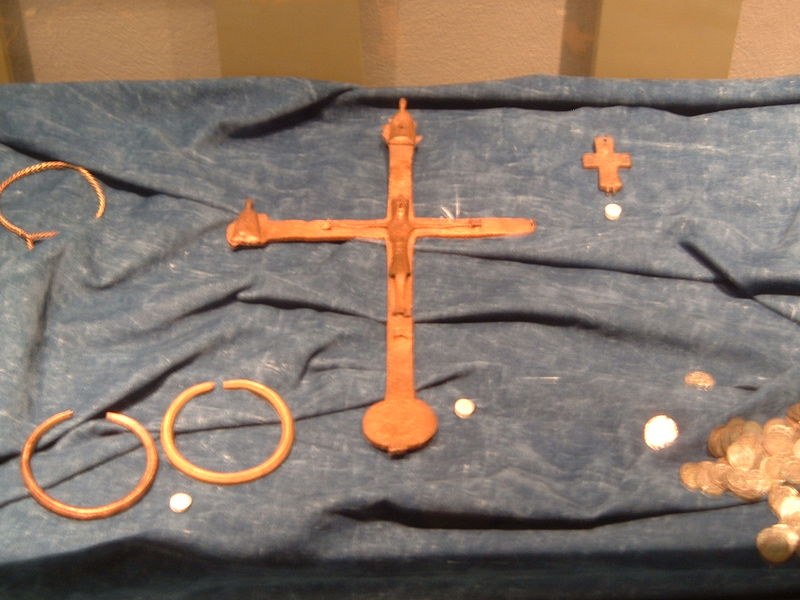
Középkori tárgyak. A középen látható feszület a szolnoki villanytelepről került elő
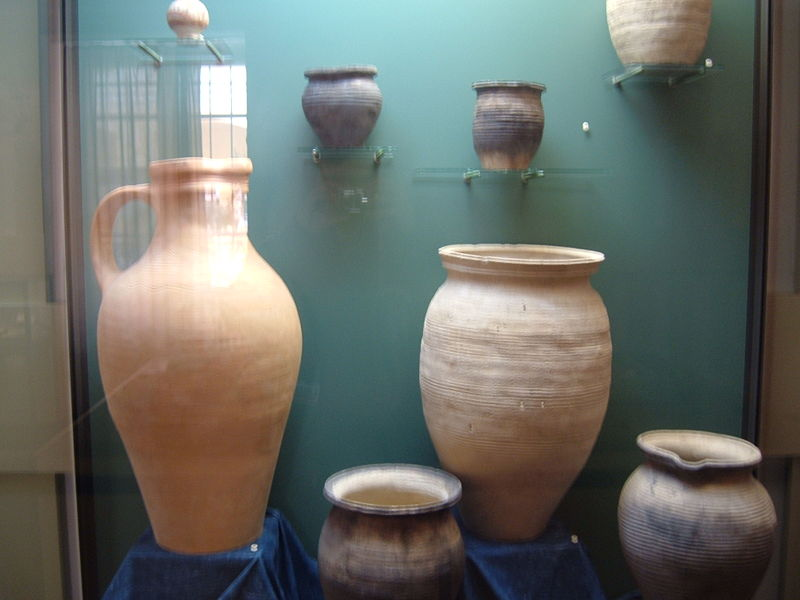
Árpád-kori edények
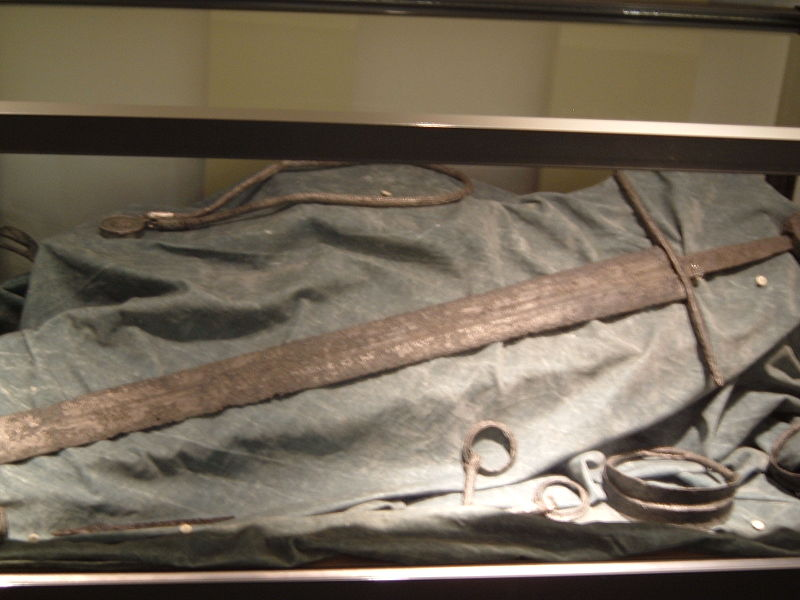
Középkori kard és ékszer

## Szolnok a török hódoltság idején

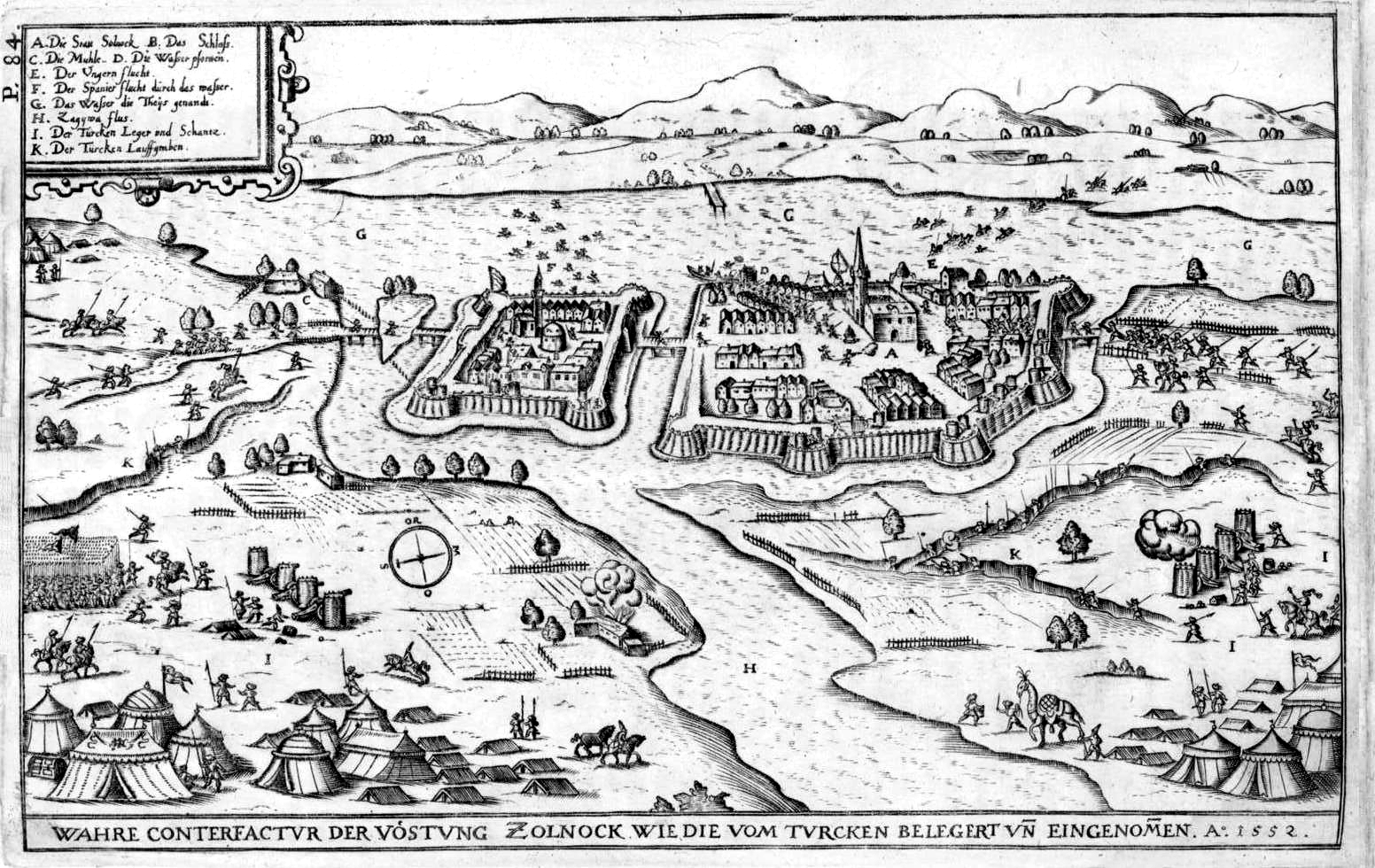
A szolnoki vár 1552-es rézmetszeten. Megjegyzendő, hogy a háttérben álló Mátra hegyei tiszta időben valóban láthatók Szolnokról, de 180 fokkal elforgatva

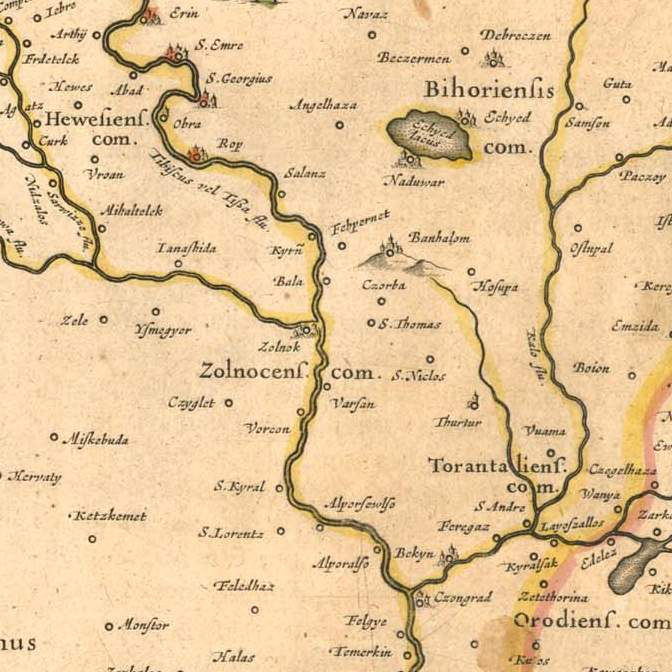
Szolnok és környékének ábrázolása Willem Blaeu 1645-ben kiadott térképen

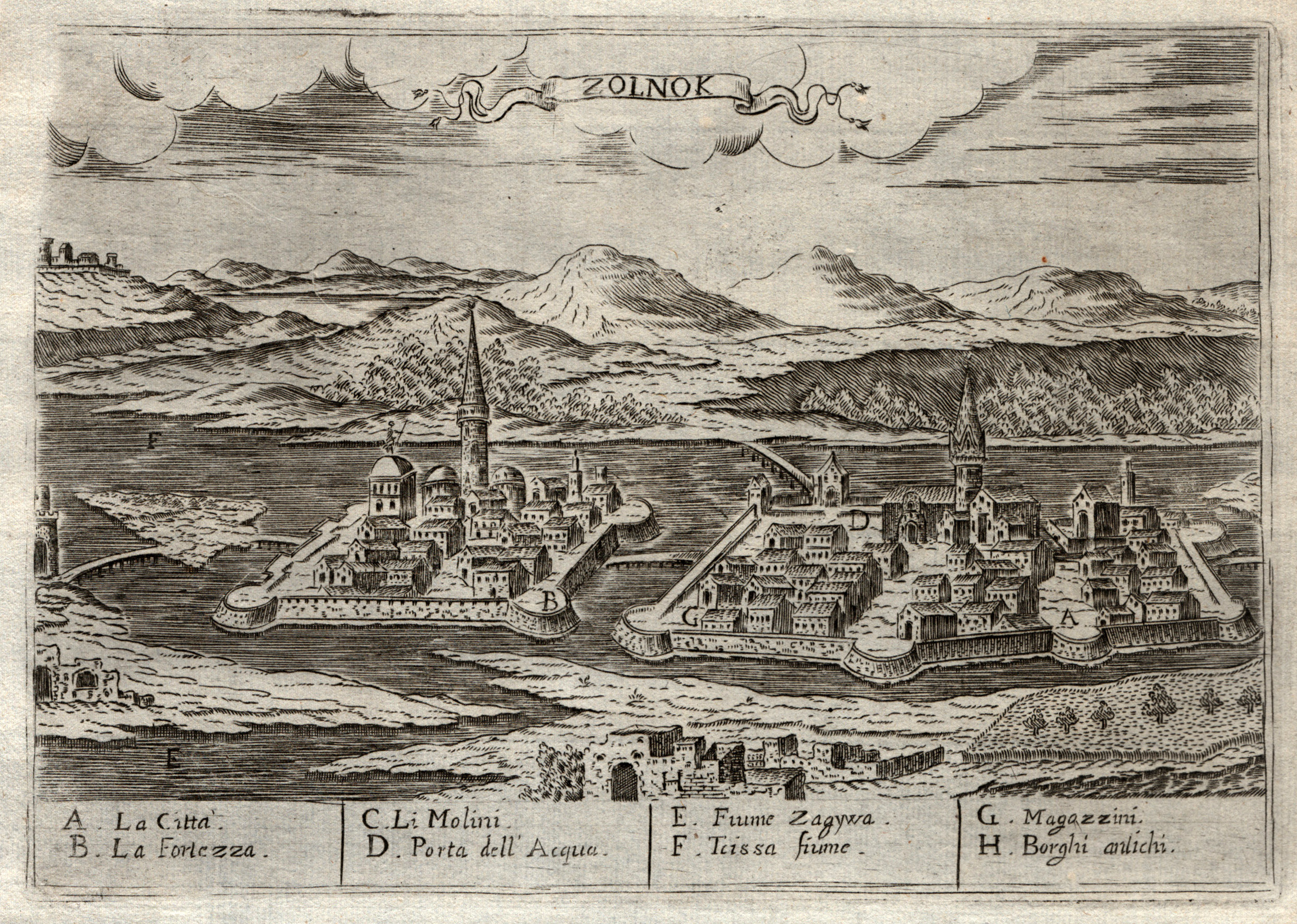
A szolnoki vár rézmetszeten. Elképzelhető, hogy a szerző nem ismerte a helyszín vagy stilizáltan ábrázolta a környezetet, mert a tájkép teljesen helytelen, a vár és a folyók viszont történetileg hűek

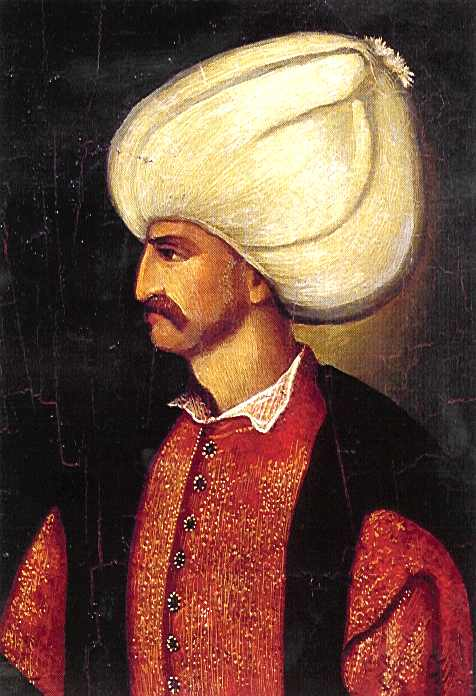
A I. Szulejmán szultán (Trabzon, 1494. november 6. – Szigetvár, 1566. szeptember 6.), aki seregeit 1552-ben Szolnok és Eger ellen küldte

Szolnoknak és a szolnoki várnak a végvárrendszerben betöltött fontos szerepét a térképre tekintve érthetjük meg. A törökök számára Temesvár és a Duna-Tisza-Maros szögének elfoglalása után mindössze egyetlen jelentősebb erősséget kellett elfoglalnia, Szolnok várát. Szolnok után északra legközelebb Eger vára a következő jelentős erősség. Lényegében a királyi Magyarország gerincét, a Felvidéket mindössze 2 jelentősebb vár védte délről. Magyar, erdélyi, bécsi hírszerzők jelentették 1552 júniusa óta, hogy a törökök Temesvár eleste után előbb Szolnok, majd Eger ostromára indulnak. Az említett két vár elfoglalása erős érdekében állt a budai basának, Alinak. Miután a legjelentősebb  síksági erődök elestek, I. Szulejmán szultán  utasította Ahmedet, Alit és Mohamedet, hogy hadaikat a 2 végvár ellen vezényeljék.
A régi szolnoki földvár helyén I. Ferdinánd utasítására 1550-51-ben, a török veszély miatt Szolnokot városfallal vették körbe (részben Dobó István terve szerint), várát megerősítették, élére Nyáry Lőrincet nevezték ki. Az építés főszervezője Nicolaus Salm generális volt, a munkaerőt helyi és odavezényelt hadinépek, valamint nagyszámú jobbágy adták. Bár használtak követ is, az 1552-es vár szerkezetét a korabeli dokumentumok szerint talajba levert gerendák közé döngölt agyagos föld képezte. A rézkarcokon látható, hogy a szabálytalan négyszög alaprajzú, sarkain egy-egy ágyúrondellával biztosított végvárt kiterjedt várárok vette körül. A vár fülesbástyákkal való kiegészítése csak magát a tényleges várat érintette és csak a török kiűzése során kerülhetett sor e toldásra, ahogy az a különböző korok metszetein egységesen jól nyomon követhető.
Nyári parancsnoksága alá 1400 főnyi spanyol, német, cseh és kisszámú magyar katona tartozott. A vár 24 ágyúval, 3000 puskával, 800 mázsa lőporral és nagy mennyiségű élelmiszerrel volt felszerelve. 
A munkálatokat már 1552 szeptemberében megkezdték, s nagy sietséggel haladtak. Megásták a Zagyva mai torkolati szakaszát, ami tehát nem az eredeti medre a Zagyvának. Az eredeti mederrész mára feltöltődött és mindössze egy kisebb tó maradt belőle a szolnoki MÁV-kórház előtt. Ma úgy ismert, mint az egykori várárok maradványa.
1552. szeptember 2-án a Ahmed Ali basa 40 000 fős serege ostromzár alá vonta a várat. Először a német zsoldosok foglalkoztak a szökés gondolatával, mégis, a magyar naszádosok  szöktek meg legelőször. Szeptember 3-án, éjjel, a magyar és spanyol lovasok átúsztattak a Tiszán, majd a naszádosok visszatértek a gyalogosokért. 1552. szeptember 4-énéjszaka a zsoldosok elmenekültek, sorsára hagyva a várat. A várkaput reggelre nyitva hagyták, bedeghi Nyáry Lőrinc és a hozzá hű 50 hajdú fogságba estek. A várat a törökök 1685-ig megszállva tartották.
Mekcsey a következőket írta húgának négy nappal a török előhadnak Egerbe érkezése előtt:
„…egyebet nem írhatok,…hanem mindennap fejünkre várjuk az sulykot, mert immár Szolnokot is megadták az árulók.”
Ahmed és Mohamed mintegy 2000 fős helyőrséget hagyott Szolnok várában, mielőtt Eger ellen indultak.
A törökök létrehozták a szolnoki szandzsákot és jelentős építkezésekbe fognak, dzsámi, fürdő, minaret és 1562-ben itt épült fel az ország első állandó Tisza-hídja. A szolnoki török kori híd é. sz. 47° 10′ 17″, k. h. 20° 12′ 10″47.171344°N 20.202739°E maradványai napvilágra kerültek a Tisza 2003-as augusztusi alacsony vízállásakor. A törökök 1553-ban létrehozták a szolnoki szandzsákságot. Tartózkodásuk alatt a törökök minaretet, dzsámit és fürdőt is építettek, amelyek a későbbi harcok folyamán és nagyrészt szándékos pusztítások miatt teljesen megsemmisültek. Ennek ellenére a minaret alapjai megmaradtak, s ma egy díszkút hirdeti egykori helyét. Szolnokon másolták az egyetlen Magyarországon készült török kódexet, amely Szulejmán hadjáratát írja le Magyarországon. A hódoltság korából török és magyar kerámiák maradtak ránk.
Szolnokon 1562-ben alakult meg a református egyház.
1596-ban III. Mehmed szultán vezetésével összehangolt offenzíva indult Bécs ellen. A szultán 30 ezer főt küldött Hatvan elfoglalására, de a 60 000 főre tehető császári haderővel szemben nem mert fellépni, ezért Szolnok térségében maradt seregének nagyobbik részével. Pálffy Miklós javasolta Miksa királynak, hogy támadják meg a Szolnoknál állomásozó török haderőt, de az uralkodó ezt elutasította.

### Galéria

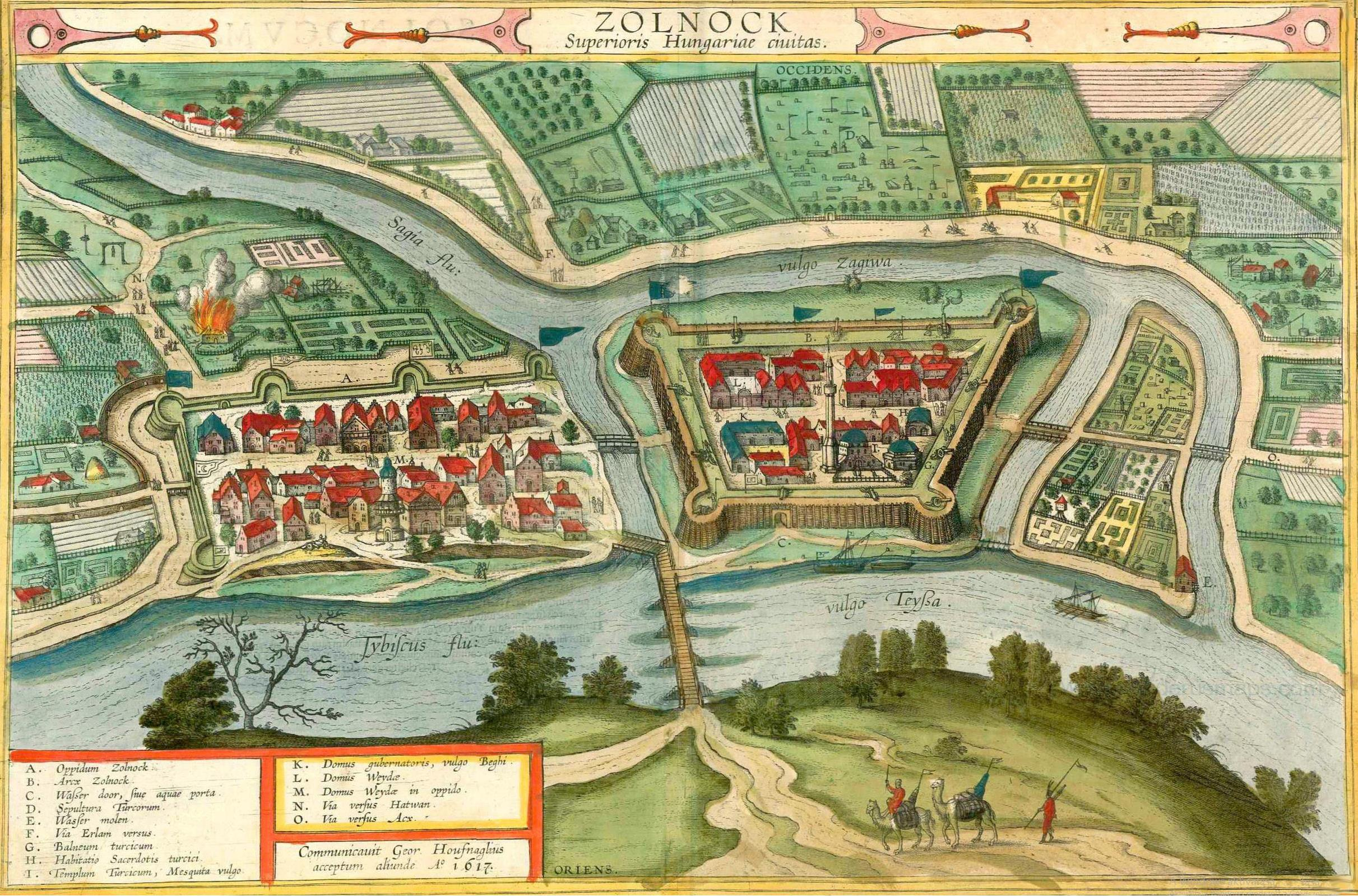
A szolnoki vár egy 1617-es rézmetszeten
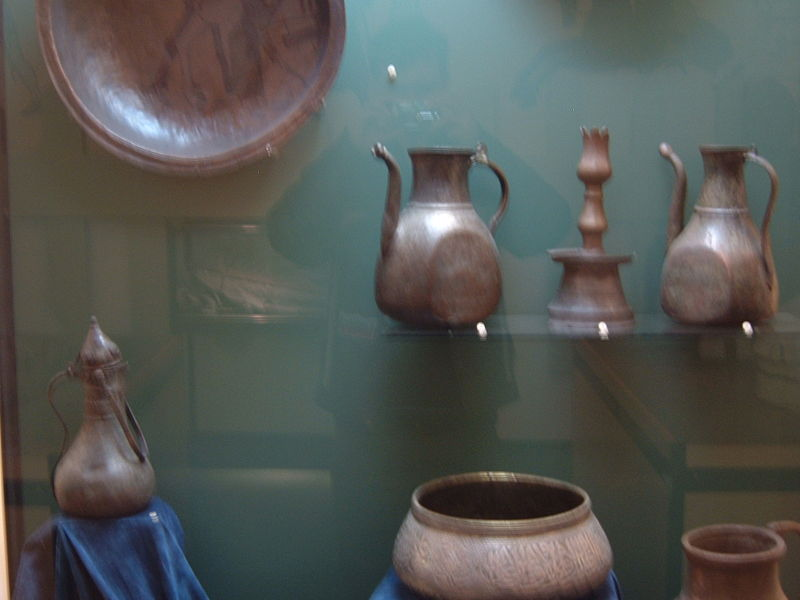
Török kori edények a Szolnoki várból (Damjanich János Múzeum)
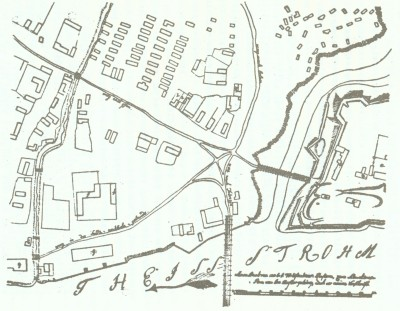
A szolnoki vár 1778-as felmérési rajza a bécsi Hadilevéltárból. Bal oldalon a vizesárokkal körülvett „Kamarai város” a sóházak alaprajzával, jobbról  pedig a vár részlete látható
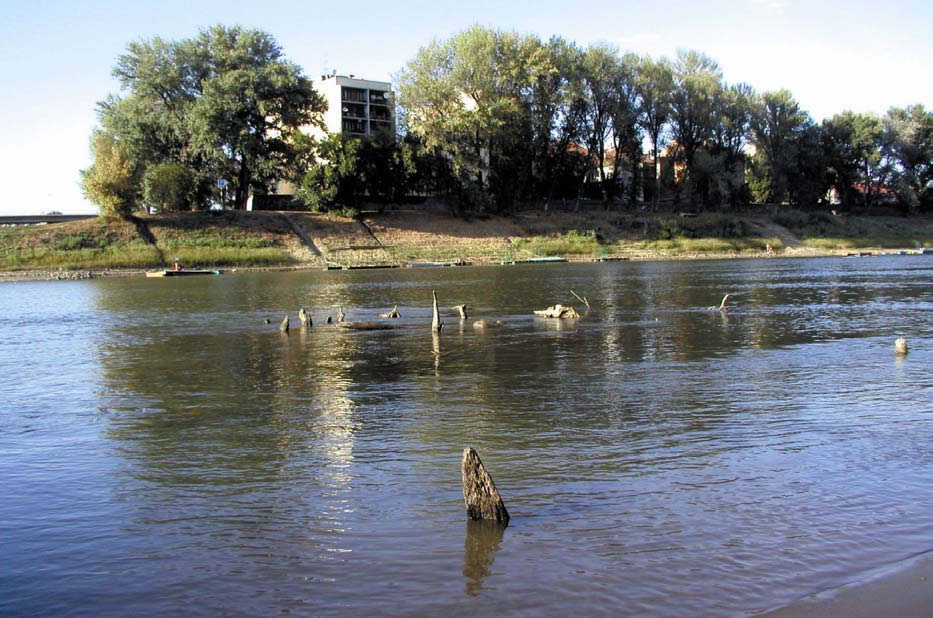
A török hódoltság korabeli fahíd cölöpzetének maradványai 2008 augusztusában a Zagyva-torkolattal szemben

## A törökök után

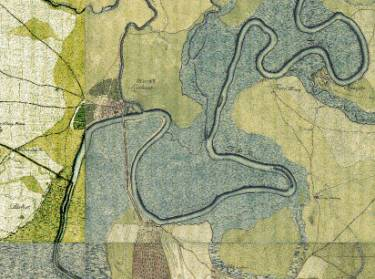
Szolnok és Szandaszőlős az 1782-1785-ös első katonai felmérésen

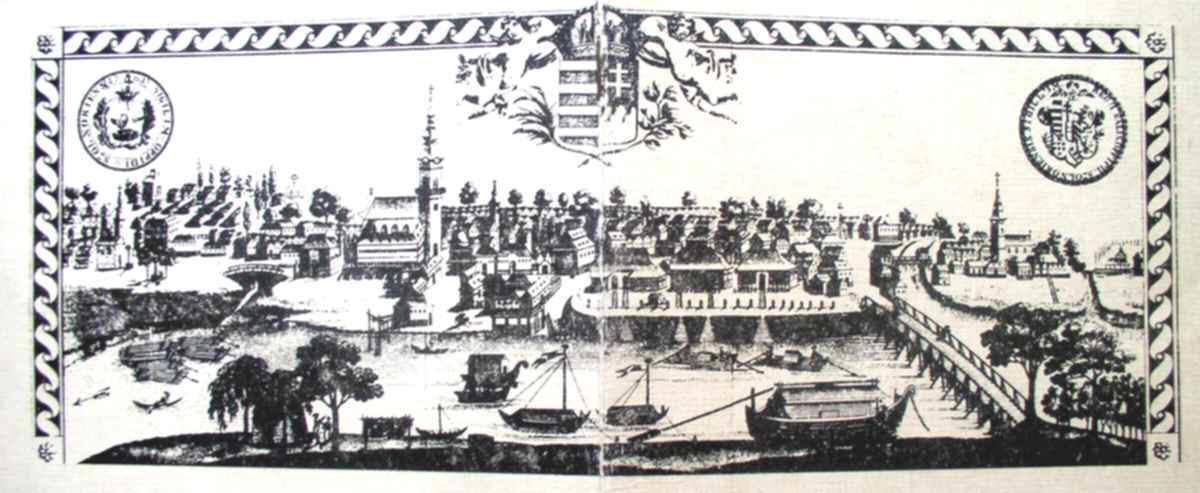
Szolnok Verseghy Ferenc korában (XVII/XIX. század fordulója, Lehnhardt Sámuel metszete)

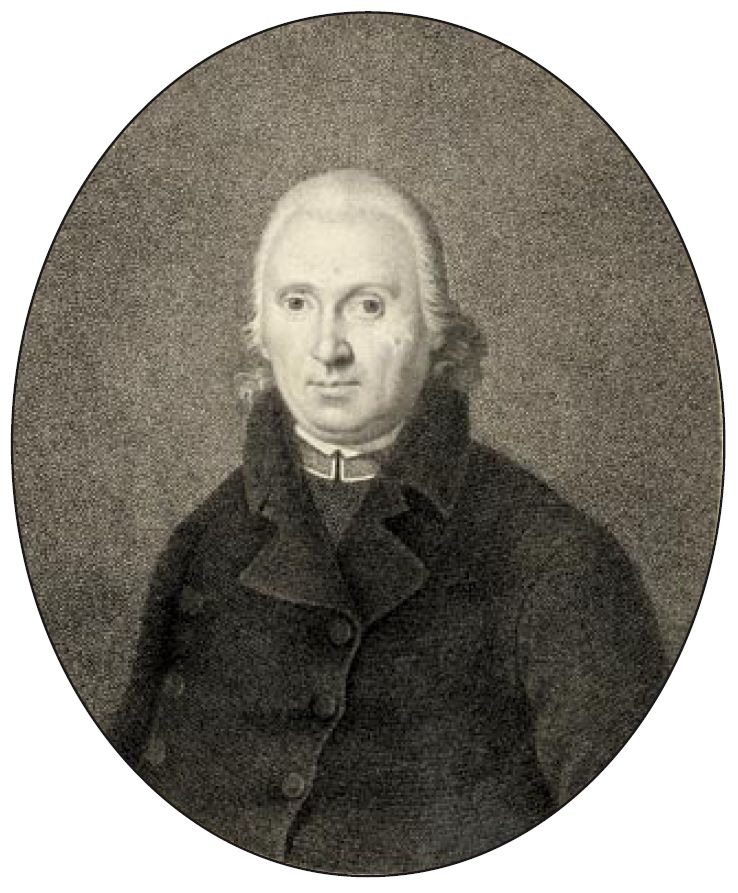
Verseghy Ferenc (1757. április 3. – Buda, 1822. december 15.)

1685-ben felszabadult a város a török hódoltság alól Sigbert Heister és Claude Florimond de Mercy tábornokok vezérletével, ami nagy károkat is okozott egyben benne. Antonio Caraffa fővezér a várat stratégiai fontossága miatt kijavíttatta. A bécsi Hadilevéltárból előkerült pontos terepfelmérési rajz szerint 1778-ban a szolnoki vár egykori rondellái helyén már sokszögű bástyák álltak. Valószínűleg ekkor egészítették ki kővel jelentősebb mértékben a várat, s nem 1552-ben. A felmérési rajzon látszik, hogyan csatolták az egykori rondellák helyére a sokszögű bástyákat. Az is említésre méltó, hogy ekkorra már elpusztult a Szolnoki török kori híd, ezért a megváltozott, megmagasított vár helyet a városba vezették a hidat, így az átkerült a Zagyva jobb partjáról annak bal partjára. Lényegében ez képezte a későbbi hidak alapját. Ebben az időszakban a város körüli, fagerendákkal megerősített rondellák és a városfal már nagy mértékben lepusztult, a várost egykor védeni hivatott várárok feltöltődött és csak a Tisza magasabb vízállásai esetén töltötte be szerepét. Az, hogy az eredeti városfalat megtartották, azt a szolnokiak nagyon is megérthetik, ha az utóbbi 4 évtized nagy árvízeire gondolnak. Az egykori várost körülvevő várárok emlékét a "tófenék utca" elnevezés ma is őrzi, ami a várárok északnyugati részén található.
Magát, az államhatalmi és államigazgatási feladatokat Heves és Külső-Szolnok ideiglenesen 1876-ig egyesített vármegyék elöljárói és a pozsonyi Magyar Kamara óbudai tiszttartósága látta el. Heves és Külső-Szolnok vármegyét Szolnokon rendszerint egy esküdt és egy komisszárius képviselte. 
1697-ben Thököly Imre a várat felgyújtatta. A Rákóczi-szabadságharc eseményei 1703-ban és 1706-ban elérték Szolnokot és a város újra a földdel vált egyenlővé.
1706-ban Rákóczi vezére, Deák Ferenc felgyújtatta a várat, hogy ne vegyék hasznát a császáriak, mire Jean Rabutin császári hadvezér a romladozó vár kövei jó részét széthordatta. 1710-ben a Rákóczihoz hű csapatok a várat újra hatalmukba kerítették, de Jacob Joseph Cusani császári vezér elől október 10-én ismét kiürítették. A Rákóczi-szabadságharc után a várat végleg tönkretették, maradványait széthordták.
1709-ben tűzvész pusztított Szolnokon, aminek martalékául esett a református imaház is. Újjáépítésére   az ellenreformáció és a Karolina Resolutio nem volt lehetőség. Emiatt csak 1869-ben létesült újra imaház a kincstári sóhivatal ispánjának lakásán, majd 1894 karácsonyán készült el az ötszög alaprajzú református templom.
A mai belvárosi templom építését 1757-ben fejezték be. valójában a templom építése több lépésben ment végbe, amit Bezdiczky Ignác sótiszt kezdeményezett, aki 1718-ban költözött a városba. A mai helyen egy szentélyszerű kápolnát építtetett a ferences barátok részére. Az 1718-ban felépült szentélyhez 1723–1729 között kapcsolták a hozzá a déli részt. 1736-ban lerakták a templomhajó alapjait, s ezzel elkezdődött a hosszú építkezés. A ma barokk stílusú templomot és a rendházat 1724–1757 között építették Giovanni Battista Carlone egri építész tervei szerint.
1739-ben és 1742-ben ismét tűzvész pusztított, 1744-ben sáskajárás tette tönkre a termést, 1755-ben pedig a szárazság okozott éhínséget.
A katonai pusztítás és az 1749-es pestisjárvány annyira nagymérvű volt, hogy egy 1749-es feljegyzés csak egy kocsmáról és egy kilenc embert foglalkoztató serfőzde-tulajdonosról tesz mindössze említést.
Verseghy Ferenc ezt írta 1805-ben a Tisza és a Zagyva összefolyásáról: "…itt hempelyeg enyves iszapjain a Tiszavíz, itt ömlik ölébe Zagyvánk. Egybevegyült vizeinn a szőke folyónak a szép híd…"

## A „feltámadó” város

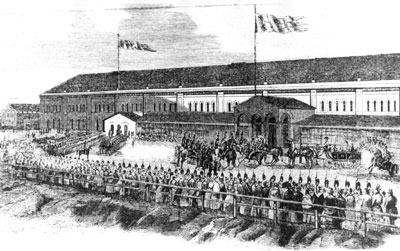
A Pest-Szolnok vasútvonal felavatása 1847-ben

A város lassan újra fejlődésnek indult. A Tisza szabályozása és a gőzhajózás növelte Szolnok jelentőségét. A Tiszán 1835-ben futottak ki először gőzhajók. 1847. szeptember 1-jétől Szolnokot vasút köti össze Pesttel. A Pestről az osztrákok elől 1849 januárjában menekülő kormány már igénybe is vette az új vasutat.

### Szolnok az 1848–49-es forradalom és szabadságharcban

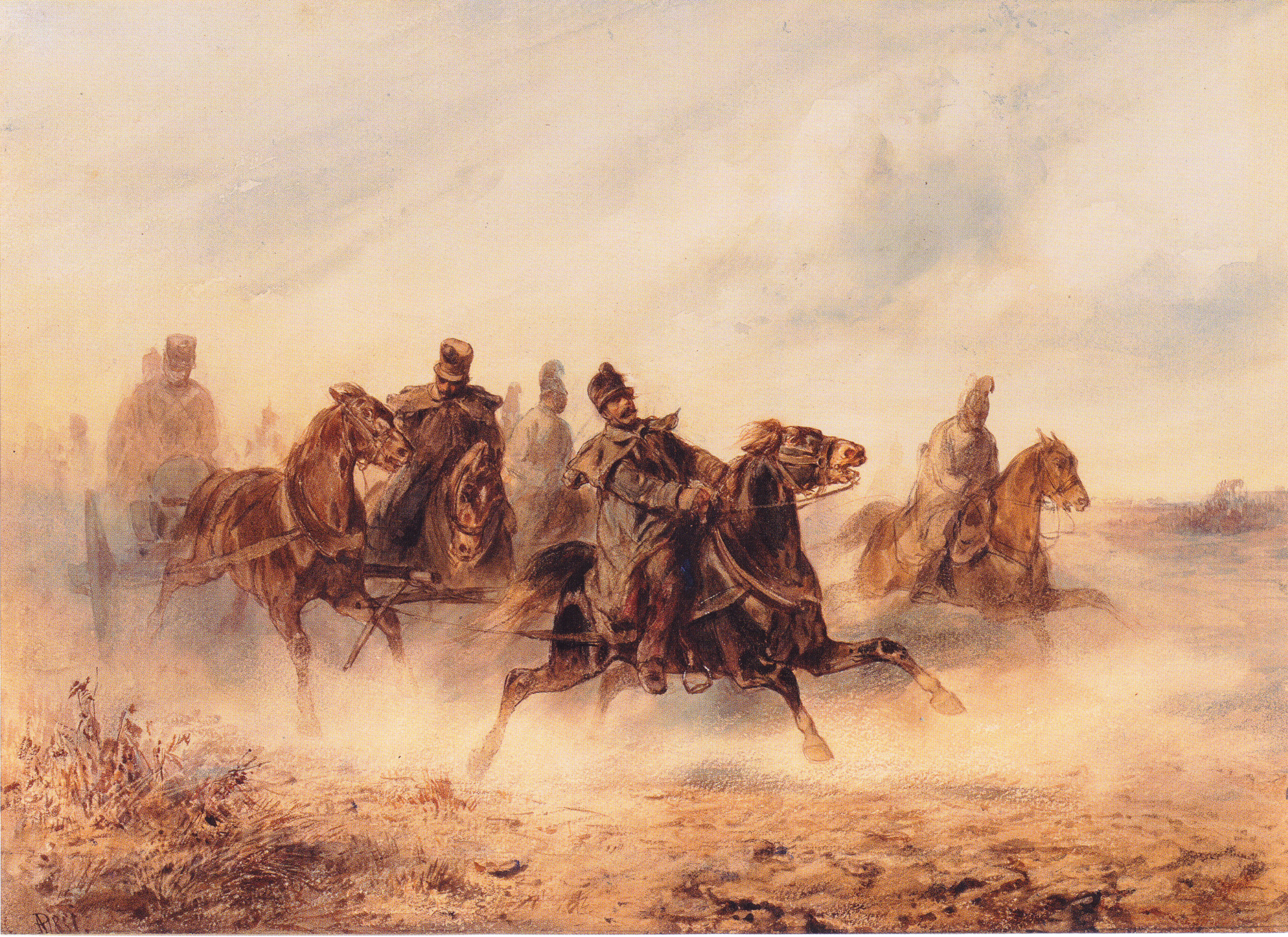
A szolnoki ütközetből menekülő cs. kir. tüzérség

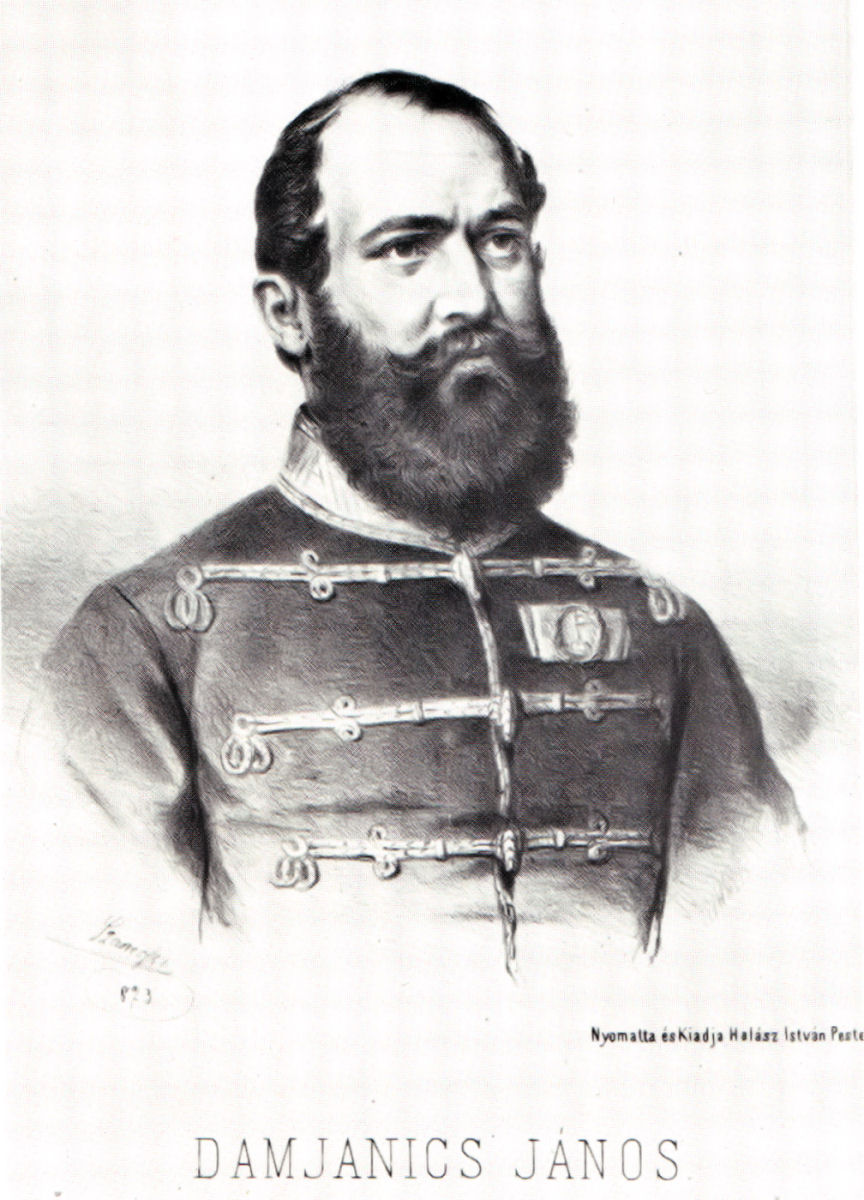
Damjanich János (1804. december 8. –1849. október 6.)

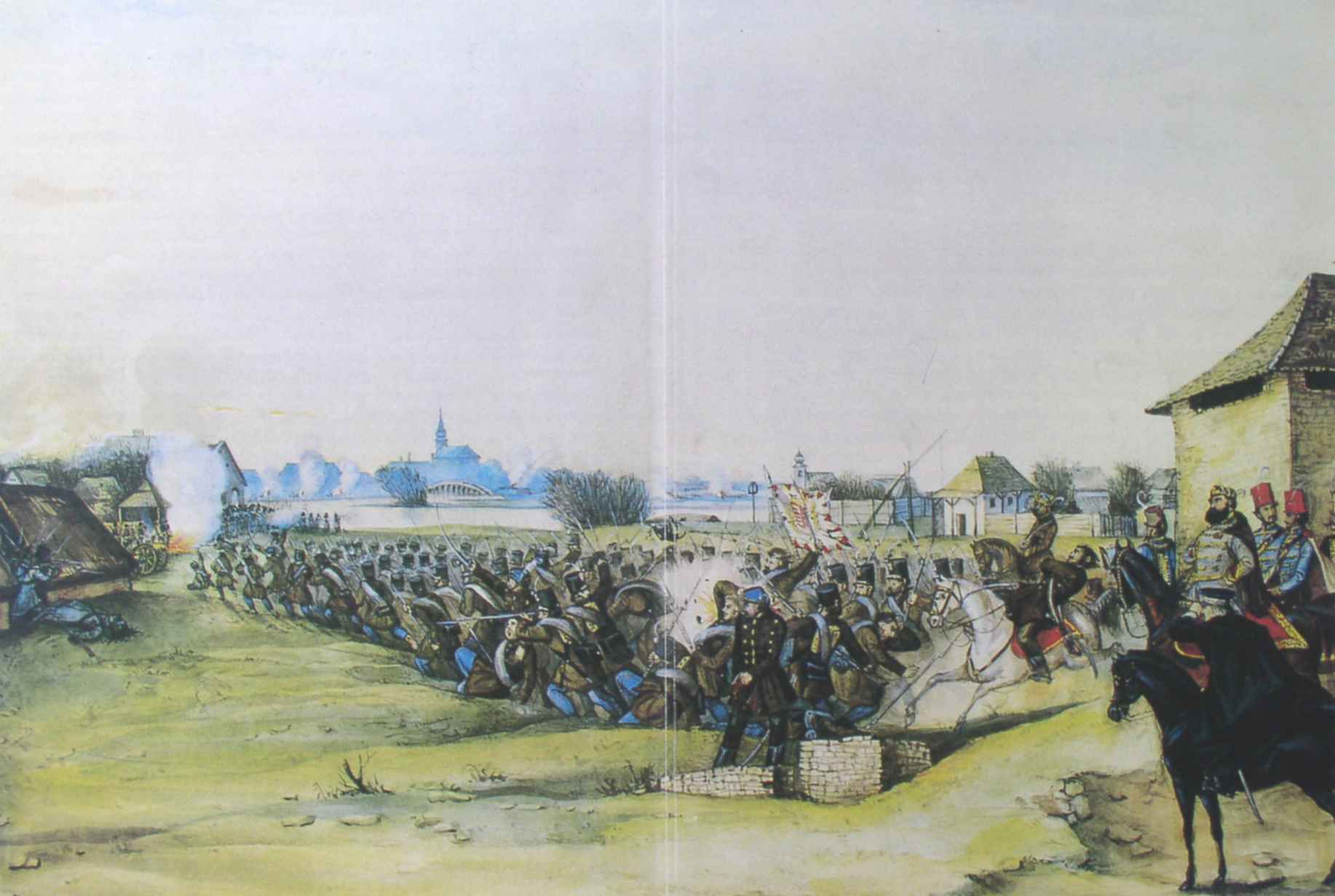
Than Mór: A szolnoki csata

Az 1848-49-es szabadságharcban a szolnokiak is részt vettek.
A jól ismert március 5-ei szolnoki csata előtt január 22-én már sor kerül egy ütközetre az osztrák csapatokkal Perczel vezetésével.
Miután a fővárost az osztrák csapatok elfoglalták, Windisch-Grätz parancsba adta Ottinger lovas dandárjának, hogy üldözzék Perczel Mór csapatait a Tisza mögé. A császári csapatok 1849. január 13-án megérkeztek Szolnokra (a tiszai hídfőt mindössze egy század őrizte). Perczelt Debrecenből utasították Szolnok elfoglalására, aki Törökszentmiklós felől közeledett, míg Tiszabő irányából Kazynczi dandára. A csata legvéresebb és döntő ütközete a városban zajlott le, ahol lovasharcban a magyarok felülkerekedtek az osztrákokon, akik Ceglédig meg sem álltak.
Windisch-Grätz látván a helyzet állását, újabb csapatokat küldött Szolnok elfoglalására. A magyarok a túlerő miatt visszavonultak a Tisza keleti partjára és 1849. január 28-án Szolnokot újra birtokba vették az osztrákok.
A császáriak úgy gondolták, hogy a következő támadás Szanda (ma Szandaszőlős) felől lesz várható, Damjanich csapatai azonban hadicsellel élve Cibakházánál átkeltek a Tisza jobb partjára és Tószeg irányából vonultak Szolnok felé.
1849. március 5-én a szolnoki csatában Damjanich tábornok 1849. március 5-én Damjanics János és Vécsey Károly gróf csapatai győzelmet arattak Karger osztrák tábornok dandárja felett. 1849. március 5-én 9 óra körül az Indóház és az Újvárosi Iskola környékén az osztrákok meglepetésére támadást indítottak a magyarok. A pár órás ütközetben a császáriak egy része a Zagyvában lelte halálát, míg mások el tudtak menekülni. A magyarok a Tisza átkelőhelyét ellenőrzésük alá vonták.

### Szolnok azOsztrák–Magyar Monarchiakorában

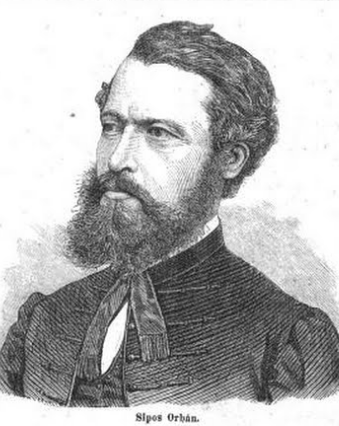
Sipos Orbán alispán (1835-1926)

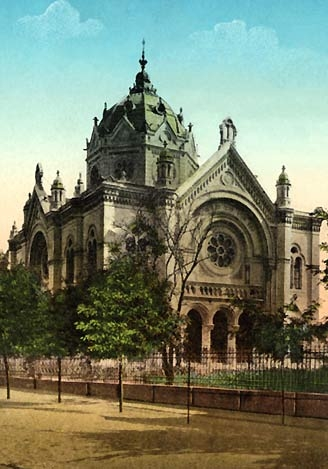
A szolnoki zsinagóga a századfordulón

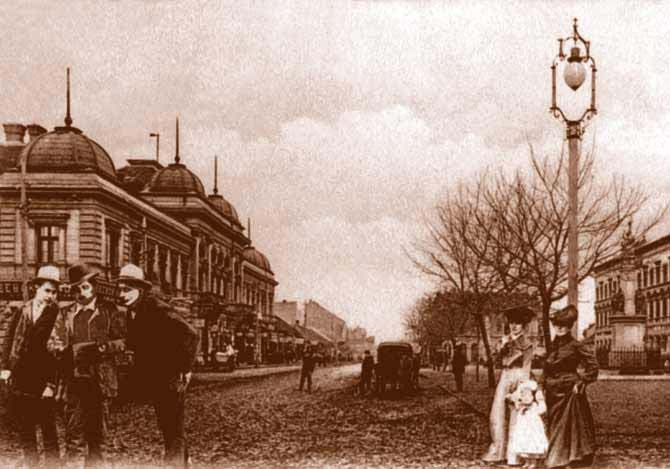
A szolnoki városháza a XIX. század végén

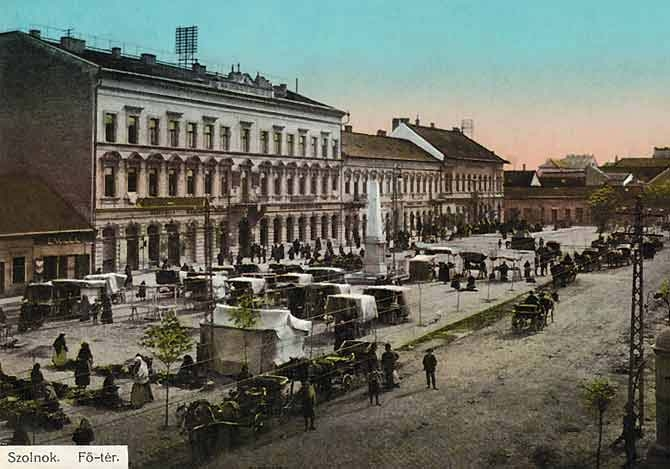
A szolnoki Kossuth-tér a századfordulón

Alakuló ülését 1876. szeptember 4-én tartotta a Jász-Nagykun-Szolnok vármegyei törvényhatóság.
Az új megye 1876. évi XXXIII. törvénycikk nyomán jött létre. Fennhatóságába ettől kezdve beletartoztak a volt nagykunsági, jászsági és külső-szolnoki területek. Az új megye első alispánja a  Jászkun Kerület utolsó alkapitánya, a jászsági Sipos Orbán lett.
1876. szeptember 25-én sor került az új megye első rendes közgyűlésére. Ennek során határozatot hoztak a megye címeréről és létrehozták a Közigazgatási Bizottságot. 1876 szeptemberében bizottság hívtak életre a megyei székház építésére, amely év alatt el is készült.
Külső-Szolnok vármegyét ideiglenesen Heves megyéhez csatolták (1876-ig). A kiegyezés után Szolnok egyre népesebbé és jelentősebbé vált. 1879-ben már csaknem 16 000 lakosa volt. Szolnok 1880-as években rohamos fejlődésnek indult. A lakosok már túlnyomólag iparral és kereskedelemmel foglalkoznak, nem mezőgazdasággal. 1876-ban Szolnok újra megyeszékhely lett.
Az Osztrák–Magyar Monarchia időszakában Szolnok otthont adott (egyebek mellett) kir. törvényszéknek, járásbíróságnak, kir. közjegyzőségnek, pénzügyigazgatóságnak, államépítészeti hivatalnak, kir. tanfelügyelőségnek, csendőrszárny-parancsnokságnak. Továbbá volt dohánybeváltó felügyelősége és hivatala, sóhivatala, magyar kir. folyammérnöki hivatala, adóhivatala, valamint rendelkezett továbbá állami főgimnáziummal, áll. polgári leányiskolával, egyesületi polgári fiúiskolával, kereskedelmi iskolával, számos pénzintézettel, több nagy gyári vállalattal (nagy malmok, gőzfűrészek, mechanikai asztalosműhelyek, villamostelepe, magyar államvasúti műhely), vasúti és gőzhajóállomással, posta- és távíróhivatallal és telefonállomással. 
Lakóinak száma 1850-ben csak 10 617 volt, 1870. már 15 847 és 1920-ban 32 539 lakossal bírt.
Vallási megoszlás szerint 27 475 római katolikus, 2425 református és 2103 izraelita lakott a városban. A házak száma 4333 volt ekkor. Szolnok lakosai földműveléssel, baromtenyésztéssel és halászattal foglalkoztak, valamint sokan kereskedelemmel és iparral is. Nagy áruforgalmat bonyolítottak itt a vasutakon. A vízi közlekedés sokkal jelentősebb volt, mint manapság: gőzhajókon igen élénk, fa-, búza- és szarvasmarha kereskedelem folyt. Működött Szolnokon számos közművelődési, közhasznú s emberbaráti egyesület és ipartársulat is. Ma is létező büntetés-végrehajtási intézetét – az Igazságügyi Palotának helyt adó épületben – 1902-ben alapították.

## Szolnok 1918-tól 1956-ig

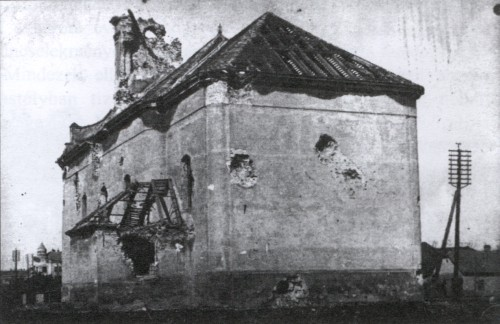
A rommá lőtt szolnoki vártemplom 1919-ben, a román támadás után

A Monarchia bukásával és az ország több részre szakadásával gyakorlatilag minden megváltozott.
1919 májusában hosszú és elkeseredett harc folyt a Tisza vonaláig benyomult román sereg és a vörös hadsereg között. A Tanácsköztársaság idején a román királyi haderő támadása hatalmas károkat okozott, 77 napig itt húzódott a front. A vörös hadsereg tiszántúli veresége után 1919 júliusában a románok átkeltek a Tiszán és megszállották a várost. A harcok alkalmával felrobbantott vasúti híd helyreállítását csak 1923-ban fejezték be.
Történelmi érdekesség, hogy az 1919-es „dicsőséges 133 nap” – az országban egyedülálló módon – egy nappal tovább tartott. A román megszállás 1920. február 25-ig tartott.
1930-ban a város 38 764 lakosú volt. Oktatási intézményei a következők voltak: áll. polg. fiú- és áll. polg. leányiskola, áll. reálgimnázium, áll. leánylíceum, közs. felsőkereskedelmi fiúiskola, áll. fa- és fémipari szakiskola, közs. női keresk. szaktanfolyam, áll. bábaképzőintézet. Üzemei a két világháború között: lakatosáru- és mérleg-, tükör-, bútor-, ecetszesz-, rum- és likőr-, jég-, vatta-, gőztégla-, cukorgyár, ércöntöde és fémárugyár, gépgyár és vasöntöde, két áramelosztó, négy fűrésztelep, négy gőzmalom, vízmű voltak.
A két világháború között a károkat nagyrészt sikerült kijavítani. A második világháború alatt Szolnokot tizenkétszer érte bombatámadás, több amerikai is, melyek súlyos veszteségeket okoztak mind emberéletben, mind az épületekben. A „Frantic” hadműveletben (1944. június 2–szeptember 19.) 600 támadó gép főcsoportosítása Debrecent bombázta. A jobb szárny Nagyváradot, Kolozsvárt, Szegedet, Balmazújvárost, a bal szárny pedig Szolnokot és Miskolcot támadta. A városok nem tudtak védekezni mivel utóbbiak kivételével nem volt védekezési lehetőségük. Ennek ellenére Szolnok igen sok emberéletet vesztett és nagy károkat szenvedett el.
Június 2-ára virradó éjjel Szolnok pályaudvarát támadták a britek – a célmegjelölő gépek hibájából csaknem nulla hatékonysággal, javarészt az állomástól negyven kilométerre lévő területet bombázva, a támadás a pályaudvart egyelőre érintetlenül hagyta. A bombázás nagyobbik része nappal következett: a támadásban Debrecen, Kolozsvár, Miskolc, Nagyvárad, Szeged és Szolnok pályaudvarát szőnyegbombázta a 15. AAF A legrosszabbul Szolnok és Debrecen járt: a szolnoki pályaudvart és környékét 870 rombolóbombával szórták le.
A lakosság nagy része elmenekült, a bevonuló szovjet hadsereg csak pár ezer embert talált.

### Szolnok1956-ban
Szolnok 1956-os szerepléséről sokan csak azt tudják, hogy a forradalom leverésére menetelő szovjet csapatok mögött visszatérő Kádár János hírhedt rádióbeszédét Szolnokról sugározták, pedig a város lakosai tevékenyen részt vettek az eseményekben.
1956. október 23-án a BME szolnoki karán diákgyűlést tartottak, melyen MEFESZ néven független diákszervezetet hoztak létre. Ezt követően este a Marica grófnő c. darabot félbeszakították, ahol tájékoztatták a közönséget a Pesten történtekről és elszavalták a Nemzeti Dalt. Október 24-én délután kb. 500 fős tömeg sétált végig Szolnok főutcáján, majd este a Damjanich szobornál elénekelték a Himnuszt és a Szózatot. Október 25-én volt az első tüntetés a városban.
A 4-es számú főúton megérkeztek a szovjet csapatok és október 24-től november 2-ig a támadásban részt vevő 17 hadosztályukból 10 Szolnokon keltek át a maguk építette pontonhídon a Tiszán. A szovjetek Szolnokot és Abonyt állomáshelyüknek tekintették, s később is igen nagy erőkkel maradtak Szolnokon, egészen 1989-ig.
Szolnokon 1956. október 26-án 15-20 ezer fő (!) részvételével tömeggyűlést tartottak a Kossuth téren. A tömeg innen a szovjet megszállást jelképező „szivar” (egy obeliszk volt) ledöntésére indult (érdekesség, hogy a szovjet módra igen szívósra sikerült „emlékművet” csak több óra próbálkozást követően sikerül ledönteni-méghozzá a Kőolajkutató Vállalat lánctalpas „sztalinyec” traktorával), majd minden más szovjet emlékművet is eltávolítottak. Majd a délutáni órákban a megyeházán megválasztották a forradalmi munkástanácsot.
1956. október 30-án Szolnokról küldöttség érkezett parlamentbe. A küldöttséget Kádár János, az MDP Központi Bizottságának akkori első titkára fogadta a folyosón, aki levelet írt ceruzával a szolnokiaknak, majd az ülésteremben Nagy Imre miniszterelnökkel is hitelesíttette. Az üzenetet Bulyáki Ferenc hozta Szolnokra.
Szolnokon 68-69 munkástanácsról tudunk, ennek mintegy 840 tagja volt.
1956. október 30-án a szovjet támadás hírére honvédalakulatok foglaltak védőállást helyőrségükben, sok helyütt vidéken is. Kisebb összecsapások voltak Békéscsaba, Kaposvár, Szeged, Dunaföldvár, Székesfehérvár, Miskolc, Szolnok, Veszprém helységekben, illetve ezek térségében. Ebből látható, hogy Szolnok aktívan kivette részét a forradalom eseményeiben. 
1956. november 1-je és 4-e között a szovjet erők Szolnokról irányították a „Forgószél” hadműveletet Konyev marsall vezetésével. November 3-án Szolnokon tartózkodott Zsukov marsall is. A szovjet támadás tulajdonképpen november 1-jén elkezdődött a szolnoki katonai reptér ellen indított hadművelettel, addig az igazi átfogó hadművelet november 4-én indult meg a város teljes körbezárásával.
November 4-re befejeződött a katonai repülőtér katonáinak lefegyverzése. Ezen a napon délelőtt megérkezett Kádár János. Kádár János fél 11 körül jelentette be szovjet tábornokok, valamint néhány magyar vezető jelenlétében a Forradalmi Munkás-Paraszt Kormány megalakulását.
Kádár János november 4-én délután 17-18 óra körül, az akkori Megyei Pártházban találkozott a helyi politikai vezetőkkel. Tájékoztatta őket arról, hogy miért lépett ki a Nagy Imre kormányból és miért alakított új kormányt. Éjfél felé járt az idő, amikor újból bement a laktanyába és többet onnan már nem jött ki. Szolnokról, november 6-án éjjel indultak tankokon Budapestre.
Az országban valószínűleg Szolnokon indultak be leghamarabb a megtorlások a lakossággal szemben.

## Szolnok a '70-es és '80-as években
| \| \| \|                     |           |
| Lakótelep a vasútállomásnál. |           |
| Lakótelep                    | Lakótelep |

A szocializmus évei alatt az iparfejlesztésnek köszönhetően Szolnok újra talpra állt, új gyárak épültek (cukorgyár, papírgyár stb.) és a város turisztikai jelentősége is nőtt a tiszaligeti gyógy- és termálfürdő építésével. Ennek azonban az volt az ára, hogy egyrészt nagy számú, származását tekintve „nem szolnoki” került betelepítésre panelházakba, másrészt olyan ipari fejlesztésekbe kezdtek, amelyeknek nyersanyagigényük tekintetében nem mindig volt meg a valós alapja. 1975-ben épült meg a belváros egyik legnagyobb, 100 szobás szállodája a Pelikán Hotel, mely azóta is színvonalasan kiszolgálja a Szolnokra betévedt, vagy átutazó vendéget (bár nem nevezhető Szolnok legszebb épületének).
1960-ban 48 800-an éltek a városban, míg 1980-ban 75 300 főre nőtt a lakosság. Szolnok fő problémáját az 1990-es években az jelentette, hogy a rendszerváltást követően megszűnt ipari létesítmények ezzel együtt megszűnt munkahelyeit hogyan pótolják. A szocializmus pozitív mérlegére írható, hogy 1957-1989. között számos iskola, középület, szálloda, uszoda, gyár, kórház, vasúti csomópont és más létesítmény épült, ami ma is elengedhetetlen feltétele a város életének.

## A rendszerváltás után
Szolnok 1990. november 13. óta megyei jogú város.
1990-től kezdve a megye és a város címere visszatért az 1876-os címerhez. Szolnok főterét 2007 második felében, egy átfogó belvárosfelújító-program keretében átalakították. Egy, a főiskola új, tiszaligeti campusát a várossal összekötő gyaloghíd építése a 2010-es évek elejére várható. A város másik nagy problémája a folyamatosan csökkenő népességszám és az ezzel párhuzamosan növekvő munkanélküliség.
Szolnok népessége a rendszerváltás óta folyamatosan csökken.
- 1990 – 78 800 lakos
- 2001 – 77 600 lakos
- 2011 – 72 900 lakos

## Szolnok nevezetesebb épített emlékeinek építési ideje történeti sorrendben
- 1552: szolnoki vár nyomai (az egykori várárkokból maradványai és egy későbbi, illetve 2007-ben felújított falszakasz emlékeztetnek rá)
- 1562: szolnoki török kori híd (ami alacsony vízállás mellett látható ritkán)
- ~1717: Partos kápolna vagy Sarlós Boldogasszony szentélye (1799-ben újjáépítették)
- 1718-1757: a Belvárosi templom (Szolnok) (fő építési szakasz: 1724–1757.)
- 1749:  A Xavéri Szent Ferenc-kápolna vagy "pestis-kápolna" (a név magáért beszél, eredetileg a városon kívül volt)
- 1757: Szentháromság szoborcsoport
- ~1800: Merengő Krisztus-szobor
- 1804: Nepomuki Szent János szobra a várban
- 1822-1824: Vártemplom (Szolnok) (Homályossy Ferenc építész tervei alapján épült)
- 1835: Cserkészház (Szolnok), ferences gimnázium
- 1847: szolnoki indóház, Magyarország legrégebbi vasútállomás-épülete
- 1856: a mai Varga Katalin Gimnázium épülete
- 1860: a jelenlegi Damjanich János Múzeum épülete (egykor cs. kir. szálló)
- 1868: a Tisza-híd köröndjén álló 1848-as emlékmű, vagy A szolnoki csata emlékműve
- 1878: jász-nagykun-szolnok megyei Megyeháza (Szolnok)
- 1884: a szolnoki városháza épülete
- 1891: a Megyei Bíróság épülete
- 1894: Református templom (Szolnok) (szabályos ötszög alaprajzú)
- 1896: a Verseghy Ferenc Gimnázium épülete
- 1896: egykori Városi Kaszinó (Szolnok) (jelenleg Tudomány és Technika Háza)
- 1899: Szolnoki Képtár épülete (egykori zsinagóga)
- 1902. a Szolnoki művésztelep
- 1912: Eötvös téri Víztorony (Szolnok) ( más néven a "gólya")
- 1912: Szigligeti Színház (1989-1990-ben teljesen felújították)
- 1928: Tisza Szálló és Gyógyfürdő épületegyüttese
- 1930: Újvárosi templom (Szentlélek)
- 1927-32: Evangélikus templom (Szolnok)

### A műemlékek koordináták szerinti megadása
|  | Ez a lista egyelőre nem teljes. Segíts te is bővíteni, hogy teljes lista lehessen belőle! |

- szolnoki vár é. sz. 47° 10′ 26″, k. h. 20° 12′ 15″47.173750°N 20.204258°E
- szolnoki török kori híd é. sz. 47° 10′ 17″, k. h. 20° 12′ 10″47.171344°N 20.202739°E
- Partos kápolna
- Belvárosi templom (Szolnok) é. sz. 47° 10′ 17″, k. h. 20° 11′ 26″47.171319°N 20.190439°E
- Xavéri Szent Ferenc-kápolna
- Szentháromság szoborcsoport é. sz. 47° 10′ 17″, k. h. 20° 11′ 23″47.171469°N 20.189806°E
- Merengő Krisztus-szobor é. sz. 47° 10′ 18″, k. h. 20° 11′ 21″47.171572°N 20.189286°E
- Nepomuki Szent János szobra é. sz. 47° 10′ 24″, k. h. 20° 12′ 23″47.173467°N 20.206261°E
- Vártemplom (Szolnok) é. sz. 47° 10′ 24″, k. h. 20° 12′ 21″47.173411°N 20.205758°E
- Cserkészház (Szolnok)
- Szolnoki indóház é. sz. 47° 10′ 03″, k. h. 20° 10′ 49″47.167625°N 20.180342°E
- Varga Katalin Gimnázium é. sz. 47° 10′ 27″, k. h. 20° 12′ 03″47.174164°N 20.200806°E
- Damjanich János Múzeum é. sz. 47° 10′ 31″, k. h. 20° 11′ 47″47.175400°N 20.196492°E
- A szolnoki csata emlékműve é. sz. 47° 10′ 25″, k. h. 20° 12′ 04″47.173506°N 20.201133°E
- Megyeháza (Szolnok) é. sz. 47° 10′ 26″, k. h. 20° 11′ 58″47.173833°N 20.199436°E
- Városháza é. sz. 47° 10′ 28″, k. h. 20° 11′ 47″47.174400°N 20.196511°E
- Megyei Bíróság é. sz. 47° 10′ 28″, k. h. 20° 12′ 01″47.174442°N 20.200214°E
- Református templom (Szolnok) é. sz. 47° 10′ 18″, k. h. 20° 11′ 42″47.171564°N 20.195106°E
- Verseghy Ferenc Gimnázium é. sz. 47° 10′ 20″, k. h. 20° 11′ 43″47.172178°N 20.195378°E
- egykori Városi Kaszinó (Szolnok) é. sz. 47° 10′ 27″, k. h. 20° 11′ 56″47.174103°N 20.198817°E
- Szolnoki Képtár é. sz. 47° 10′ 22″, k. h. 20° 11′ 47″47.172681°N 20.196483°E
- Szolnoki művésztelep é. sz. 47° 10′ 26″, k. h. 20° 12′ 15″47.173967°N 20.204081°E
- Eötvös téri Víztorony (Szolnok) é. sz. 47° 10′ 40″, k. h. 20° 11′ 02″47.177872°N 20.183861°E
- Szigligeti Színház é. sz. 47° 10′ 21″, k. h. 20° 11′ 51″47.172392°N 20.197436°E
- Tisza Szálló és Gyógyfürdő é. sz. 47° 10′ 19″, k. h. 20° 11′ 51″47.172036°N 20.197450°E
- Újvárosi templom
- Evangélikus templom (Szolnok) é. sz. 47° 10′ 23″, k. h. 20° 11′ 53″47.173044°N 20.197953°E

## Galéria

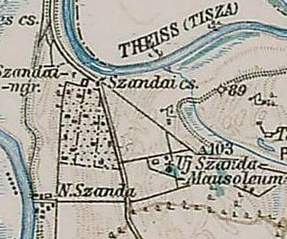
Szandaszőlős egy 1910-es térképen
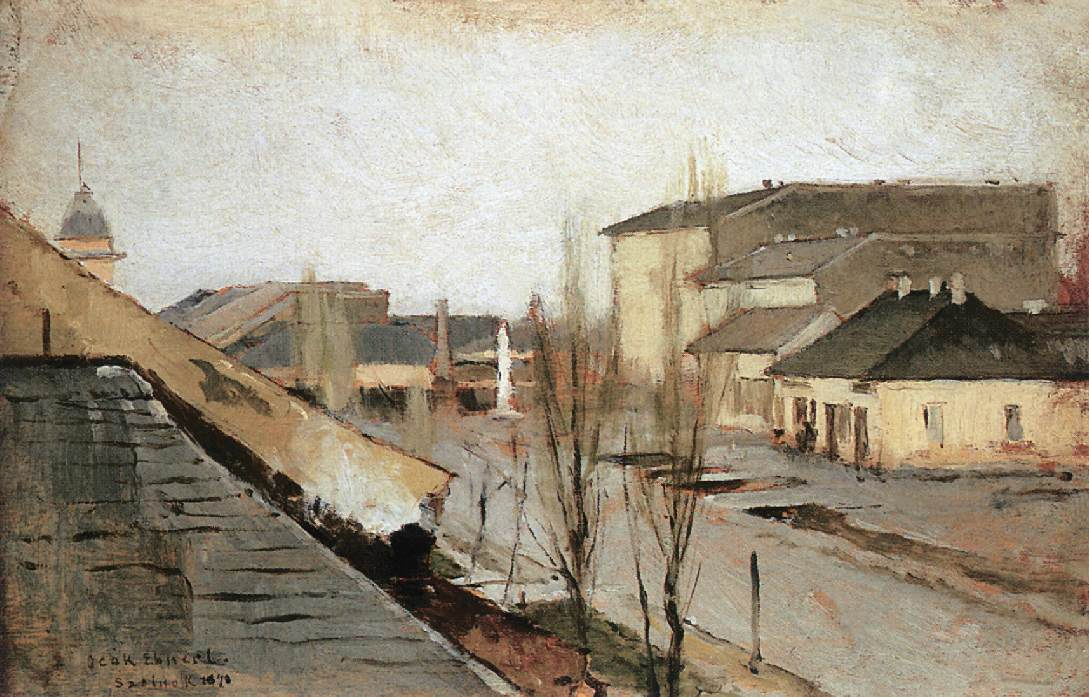
Szolnok főtere Deák-Ébner 1878-ban festett képén